# Lịch sử Hoa Kỳ (1493–1776)
Lịch sử thuộc địa của Hoa Kỳ bao gồm lịch sử thực dân châu Âu tại châu Mỹ từ khi bắt đầu thuộc địa hóa vào đầu thế kỷ 16 cho đến khi sáp nhập các thuộc địa vào Hợp chủng quốc Hoa Kỳ. Vào cuối thế kỷ 16, Anh, Pháp, Tây Ban Nha và Hà Lan đã phát động các chương trình thuộc địa lớn ở miền đông Bắc Mỹ. Những nỗ lực ban đầu nhỏ đôi khi biến mất, chẳng hạn như Thuộc địa bị mất của người Anh Roanoke. Ở mọi nơi, tỷ lệ tử vong rất cao trong số những người đến đầu tiên. Tuy nhiên, các thuộc địa thành công đã được thành lập trong vòng vài thập kỷ.
Những người định cư châu Âu đến từ nhiều nhóm xã hội và tôn giáo, bao gồm các nhà thám hiểm, nông dân, người hầu bị cầm cố, thương nhân và một số ít từ tầng lớp quý tộc. Những người định cư đến lục địa này bao gồm người Hà Lan ở New Netherland, người Thụy Điển và Phần Lan ở New Sweden, Các tín đồ Quaker người Anh ở tỉnh Pennsylvania, các tín đồ Thanh giáo ở New England, những người đi khan hoang người Anh ở Jamestown, Virginia, những người li khai Công giáo và đạo Tin lành Anh ở tỉnh Maryland, "người nghèo xứng đáng" ở tỉnh Georgia, người Đức định cư các thuộc địa giữa Đại Tây Dương và người Ulster Scotland ở dãy Appalachia. Các nhóm này đều trở thành một phần của Hoa Kỳ khi giành được độc lập vào năm 1776. Châu Mỹ thuộc Nga và một phần của Tân Pháp và Tân Tây Ban Nha cũng được sáp nhập vào Hoa Kỳ vào nhiều điểm khác nhau. Các nhóm đa dạng từ các khu vực khác nhau đã xây dựng các thuộc địa với phong cách xã hội, tôn giáo, chính trị và kinh tế đặc biệt.
Theo thời gian, các thuộc địa không thuộc Anh ở phía đông sông Mississippi đã bị chiếm giữ và hầu hết cư dân bị đồng hóa. Tuy nhiên, tại Nova Scotia, người Anh đã trục xuất người Acadia thuộc Pháp và nhiều người đã chuyển đến Louisiana. Không có cuộc nội chiến lớn xảy ra trong mười ba thuộc địa. Hai cuộc nổi loạn vũ trang chính là những thất bại ngắn ngủi ở Virginia năm 1676 và ở New York năm 1689-1691. Một số thuộc địa đã phát triển các hệ thống nô lệ được hợp pháp hóa, tập trung chủ yếu vào việc buôn bán nô lệ Đại Tây Dương. Chiến tranh đã tái diễn giữa người Pháp và người Anh trong cuộc Chiến tranh của Pháp và người da đỏ. Đến năm 1760, Pháp bị đánh bại và các thuộc địa của nó bị Anh chiếm giữ.
Trên bờ biển phía đông, các sử gia thường chia các khu vực sau này ra bốn miền. Từ bắc vào nam, các miền này là: New England, các Thuộc địa miền Trung, vịnh Chesapeake và các Thuộc địa miền Nam. Một số sử gia thêm một miền thứ 5 - miền Biên giới vốn không được tổ chức một cách riêng biệt. Vào thời điểm những người định cư châu Âu đến khoảng 1600-1650, một tỷ lệ đáng kể người Da đỏ sống ở khu vực phía đông đã bị tàn phá bởi bệnh tật, có thể được đưa đến đây hàng thập kỷ trước bởi các nhà thám hiểm và thủy thủ (mặc dù chưa có nguyên nhân nào chính thức được đưa ra).

## Mục đích của quá trình thuộc địa hóa
Những người thực dân đến từ các vương quốc châu Âu có năng lực quân sự, hải quân, chính phủ và doanh nhân rất phát triển. Kinh nghiệm chinh phục và thuộc địa hàng thế kỷ của Tây Ban Nha và Bồ Đào Nha qua Reconquista, cùng với các kỹ năng điều hướng tàu biển mới, đã cung cấp các công cụ, khả năng và mong muốn xâm chiếm Tân Thế giới. Những nỗ lực này được quản lý bởi Casa de Contratación và Casa da Índia.
Anh, Pháp và Hà Lan cũng đã bắt đầu các thuộc địa ở Tây Ấn và Bắc Mỹ. Họ có khả năng chế tạo những con tàu vượt đại dương dù không có lịch sử thuộc địa ở những vùng đất xa lạ như Bồ Đào Nha và Tây Ban Nha. Tuy nhiên, các doanh nhân người Anh đã cho các thuộc địa của họ một nền tảng đầu tư dựa trên tầng lớp thương nhân mà dường như cần sự hỗ trợ của chính phủ ít hơn nhiều.
Ban đầu, các vấn đề liên quan đến các thuộc địa được giải quyết chủ yếu bởi Hội đồng Cơ mật của Anh và các ủy ban của nó. Ủy ban Thương mại được thành lập vào năm 1625 là cơ quan đặc biệt đầu tiên được triệu tập để tư vấn về các câu hỏi về thuộc địa (đồn điền). Từ năm 1696 cho đến khi kết thúc Cách mạng Mỹ, các vấn đề thuộc địa là trách nhiệm của Ủy ban Thương mại hợp tác với các ngoại trưởng liên quan, đã thay đổi từ Bộ trưởng Ngoại giao Bộ Ngoại giao miền Nam sang Bộ trưởng Ngoại giao các thuộc địa năm 1768.

### Chủ nghĩa trọng thương
Chủ nghĩa trọng thương là chính sách cơ bản được Anh áp đặt cho các thuộc địa của mình từ những năm 1660, điều đó có nghĩa là chính phủ trở thành đối tác với các thương nhân có trụ sở tại Anh để tăng sức mạnh chính trị và của cải tư nhân. Điều này đã được thực hiện để loại trừ các đế chế khác và thậm chí các thương nhân khác trong các thuộc địa của mình. Chính phủ đã bảo vệ các thương nhân ở London và ngăn chặn những người khác bằng các rào cản thương mại, quy định và trợ cấp cho các ngành công nghiệp trong nước để tối đa hóa xuất khẩu từ địa hạt và giảm thiểu nhập khẩu.
Chính phủ cũng chống buôn lậu, và điều này trở thành nguồn tranh cãi trực tiếp với các thương nhân Mỹ khi các hoạt động kinh doanh bình thường của họ được phân loại lại thành "buôn lậu" bởi Đạo luật Hàng hải. Điều này bao gồm các hoạt động đã từng là giao dịch kinh doanh thông thường trước đây, như giao dịch trực tiếp với Pháp, Tây Ban Nha, Hà Lan và Bồ Đào Nha. Mục tiêu của chủ nghĩa trọng thương là kiểm soát thặng dư thương mại để vàng và bạc sẽ đổ vào London. Chính phủ đã nhận phần chia của mình thông qua thuế, phí, phần còn lại sẽ dành cho các thương nhân ở Anh. Chính phủ đã dành phần lớn doanh thu của mình để tạo nên Hải quân Hoàng gia hùng mạnh bảo vệ các thuộc địa của Anh và cũng đe dọa các thuộc địa của các đế chế khác, đôi khi còn chiếm lấy chúng. Do đó, Hải quân Anh chiếm được New Amsterdam (New York) vào năm 1664. Các thuộc địa cũng là thị trường cho các ngành công nghiệp Anh, và mục tiêu là làm giàu cho mẫu quốc.

### Thoát khỏi đàn áp tôn giáo
Viễn cảnh đàn áp tôn giáo của các nhà chức trách của hoàng gia và Giáo hội Anh đã thúc đẩy một cách đáng kể các nỗ lực thực dân. Những người Pilgrim là những người Thanh giáo ly khai chạy trốn khỏi cuộc đàn áp ở Anh, đầu tiên đến Hà Lan và cuối cùng đến đồn điền Plymouth năm 1620. [10] Trong 20 năm sau đó, mọi người chạy trốn khỏi cuộc đàn áp của vua Charles I đã định cư hầu hết New England. Tương tự, Tỉnh Maryland được thành lập một phần để trở thành thiên đường cho người Công giáo La Mã.

## Thất bại trong quá trình thực dân ban đầu
Các nhà thám hiểm người Bồ Đào Nha ẩn danh là những người châu Âu đầu tiên lập bản đồ vùng biển phía đông của Mỹ từ New York đến Florida, như được ghi lại trong bình đồ địa cầu Cantino năm 1502. Tuy nhiên, họ giữ bí mật kiến thức của mình và không cố gắng định cư ở Bắc Mỹ vì Inter caetera do Giáo hoàng Alexander VI ban hành đã cấp những vùng đất này cho Tây Ban Nha vào năm 1493. Các quốc gia khác đã cố gắng tìm các thuộc địa ở Mỹ trong thế kỷ sau đó, nhưng hầu hết những nỗ lực đó đã kết thúc trong thất bại. Bản thân những thực dân phải đối mặt với tỷ lệ tử vong cao vì bệnh tật, chết đói, tiếp tế không hiệu quả, xung đột với người da đỏ Mỹ, các cuộc tấn công của các cường quốc châu Âu và các nguyên nhân khác.
Tây Ban Nha đã có nhiều nỗ lực thất bại, bao gồm San Miguel de Gualdape ở Georgia (1526), đoàn thám hiểm của Pánfilo de Narváez đến bờ biển Vịnh Florida (1528-36), Pensacola ở Tây Florida (1559-61), Pháo đài San Juan ở Bắc Carolina (1567-68) và Sứ mệnh Ajacán ở Virginia (1570-71). Người Pháp thất bại tại đảo Parris, Nam Carolina (1562-63), Pháo đài Caroline trên bờ biển Đại Tây Dương của Florida (1564-65), Đảo Saint Croix, Maine (1604-05), và Pháo đài Saint Louis, Texas (1685-89). Những thất bại đáng chú ý nhất của người Anh là "Thuộc địa bị mất ở Roanoke" (1587-90) ở Bắc Carolina và Thuộc địa Popham ở Maine (1607-08). Chính tại Thuộc địa Roanoke, Virginia Dare trở thành đứa trẻ Anh đầu tiên được sinh ra ở Châu Mỹ; số phận của cô hiện không rõ.

## Tân Tây Ban Nha

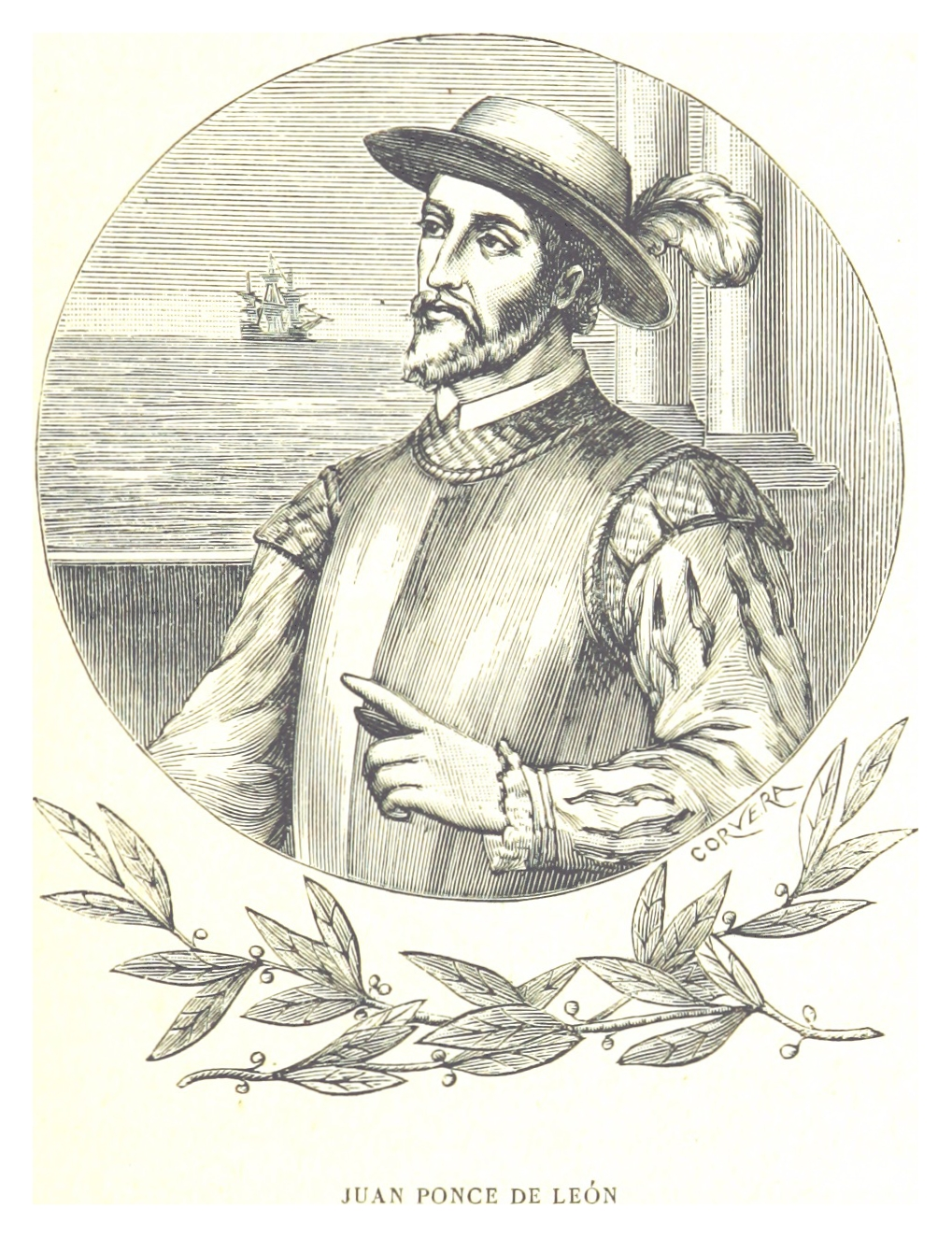
Juan Ponce de León, một người Tây Ban Nha đã đặt tên và khám phá ra Florida.

Bắt đầu từ thế kỷ 15, Tây Ban Nha đã xây dựng một đế chế thuộc địa ở châu Mỹ bao gồm Tân Tây Ban Nha và lãnh thổ của các phó vương quốc khác. Tân Tây Ban Nha bao gồm các lãnh thổ ở Florida, Alabama, Mississippi, phần lớn Hoa Kỳ phía tây sông Mississippi, một phần của Châu Mỹ Latinh (bao gồm Puerto Rico) và Đông Ấn Tây Ban Nha (bao gồm đảo Guam và Quần đảo Bắc Mariana). Tân Tây Ban Nha bao trùm lãnh thổ Louisiana sau Hiệp ước Fontainebleau (1762), mặc dù Louisiana được trả lại Pháp trong Hiệp ước San Ildefonso thứ ba năm 1800.
Nhiều vùng lãnh thổ từng là một phần của Tân Tây Ban Nha trở thành một phần của Hoa Kỳ sau năm 1776 qua nhiều cuộc chiến tranh và hiệp ước khác nhau, bao gồm cả Vùng đất mua Louisiana (1803), Hiệp ước Adams-Onís (1819), Chiến tranh Hoa Kỳ – México (1846-1848) và Chiến tranh Mỹ – Tây Ban Nha (1898). Ngoài ra còn có một số cuộc thám hiểm của Tây Ban Nha đến Tây Bắc Thái Bình Dương, nhưng Tây Ban Nha đã trao cho Hoa Kỳ tất cả các yêu sách đối với Tây Bắc Thái Bình Dương trong Hiệp ước Adams-Onís. Có vài ngàn gia đình ở New Mexico và California đã trở thành công dân Mỹ vào năm 1848, cộng với một số lượng nhỏ ở các thuộc địa khác.

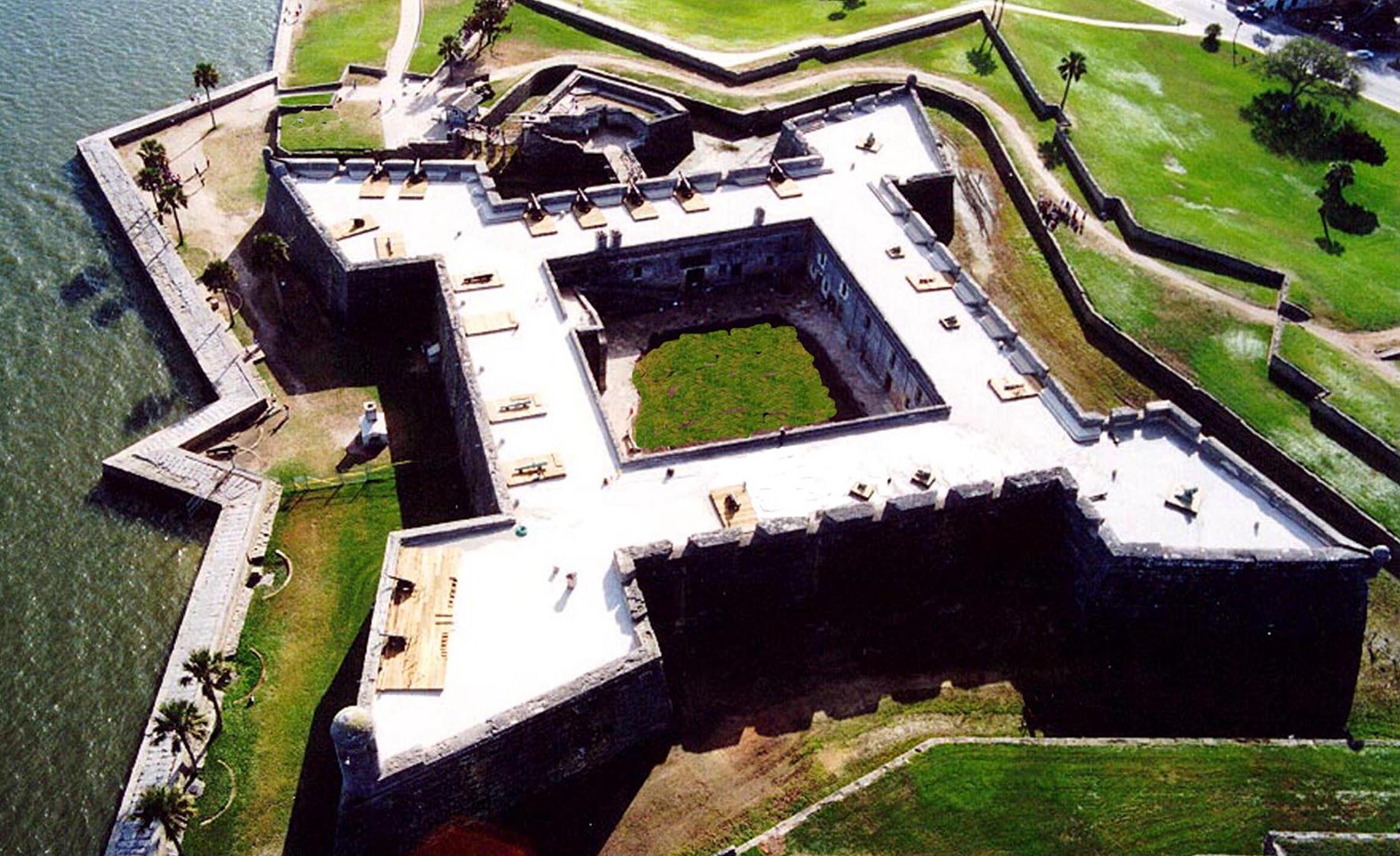
Castillo de San Marcos, được xây dựng để bảo vệ St. Augustine, Florida của người Tây Ban Nha. Xây dựng bắt đầu vào năm 1672.

### Florida
Tây Ban Nha đã thiết lập một số tiền đồn nhỏ ở Florida vào đầu thế kỷ 16. Trong đó, tiền đồn quan trọng nhất là St. Augustine, Florida, được thành lập năm 1565 nhưng liên tục bị tấn công và đốt cháy bởi cướp biển, tư nhân và lực lượng Anh. Các tòa nhà của nó vẫn tồn tại mặc dù gần như tất cả người Tây Ban Nha đã rời đi. Nó được tuyên bố là khu định cư châu Âu lâu đời nhất ở Hoa Kỳ lục địa.
Người Anh tấn công Florida Tây Ban Nha trong nhiều cuộc chiến. Ngay từ năm 1687, chính phủ Tây Ban Nha đã bắt đầu cho các nô lệ tị nạn từ các thuộc địa của Anh và Vương quốc Tây Ban Nha chính thức tuyên bố vào năm 1693 rằng những nô lệ bỏ trốn sẽ tìm thấy tự do ở Florida nếu cải đạo sang Công giáo và bốn năm phục vụ quân đội cho Hoàng gia. Trên thực tế, Tây Ban Nha đã tạo ra một khu định cư ở Florida với tư cách là một tuyến phòng thủ chống lại các cuộc tấn công của Anh từ phía bắc. Tây Ban Nha cũng có ý định gây bất ổn nền kinh tế đồn điền của các thuộc địa Anh bằng cách tạo ra một cộng đồng da đen tự do để thu hút nô lệ tìm cách trốn thoát và lánh nạn khỏi chế độ nô lệ của Anh.
Năm 1763, Tây Ban Nha trao đổi Florida với Vương quốc Anh để đổi lấy quyền kiểm soát Havana, Cuba, nơi đã bị người Anh chiếm được trong Chiến tranh Bảy Năm. Florida là nhà của khoảng 3.000 người Tây Ban Nha vào thời điểm đó, và gần như tất cả đều nhanh chóng rời đi. Anh chiếm Florida nhưng không gửi nhiều người định cư đến khu vực này, và sự kiểm soát đã được khôi phục lại cho Tây Ban Nha vào năm 1783 bởi Hòa ước Paris chấm dứt Chiến tranh Cách mạng Hoa Kỳ. Tây Ban Nha đã không gửi thêm người định cư hoặc nhà truyền giáo đến Florida trong thời kỳ thuộc địa thứ hai này. Cư dân của Tây Florida nổi dậy chống lại Tây Ban Nha vào năm 1810 và thành lập Cộng hòa Tây Florida, nơi đã nhanh chóng bị Hoa Kỳ sáp nhập. Hoa Kỳ đã chiếm hữu Đông Florida vào năm 1821 theo các điều khoản của Hiệp ước Adams–Onís.

### New Mexico
Trong suốt thế kỷ 16, Tây Ban Nha khám phá phía tây nam từ Mexico, với nhà thám hiểm đáng chú ý nhất là Francisco Coronado, đoàn thám hiểm đi khắp New Mexico và Arizona hiện đại, đến New Mexico vào năm 1540. Người Tây Ban Nha di chuyển về phía bắc từ Mexico, định cư các ngôi làng ở phía trên thung lũng của Rio Grande, bao gồm phần lớn nửa phía tây của bang New Mexico ngày nay. Thủ phủ Santa Fe đã được định cư vào năm 1610 và vẫn là khu định cư liên tục lâu đời nhất ở Hoa Kỳ. Người da đỏ địa phương đã trục xuất người Tây Ban Nha trong 12 năm sau Cuộc nổi dậy của người Pueblo năm 1680; họ trở lại vào năm 1692 trong cuộc tái chiếm không đổ máu ở Santa Fe. [17] Sự kiểm soát của Tây Ban Nha (223 năm) và Mexico (25 năm) kéo dài cho đến năm 1846 khi Quân đội mền Tây của Mỹ tiếp quản trong cuộc Chiến tranh Hoa Kỳ – México. Khoảng một phần ba dân số trong thế kỷ 21 là hậu duệ của những người định cư Tây Ban Nha.

### California

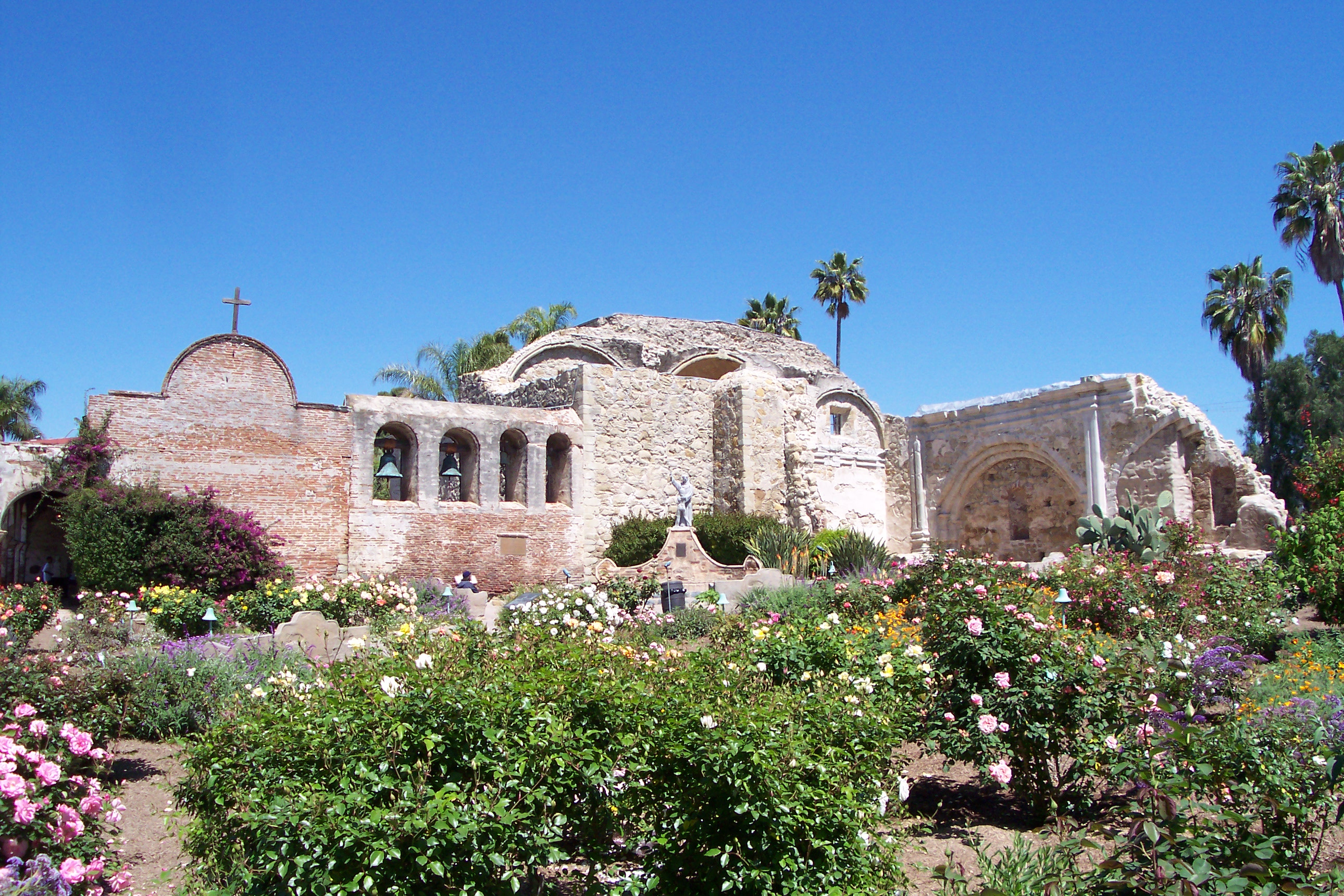
Những tàn tích của Sứ mệnh truyền giáo San Juan Capistrano của Tây Ban Nha ở California.

Các nhà thám hiểm Tây Ban Nha đi thuyền dọc theo bờ biển California ngày nay từ đầu thế kỷ 16 đến giữa thế kỷ 18, nhưng không có khu định cư nào được thiết lập thời đó.
Từ năm 1769 cho đến khi Mexico độc lập vào năm 1820, Tây Ban Nha đã gửi các nhà truyền giáo và binh lính đến Alta California, người đã tạo ra một loạt các sứ mệnh truyền giáo được điều hành bởi các linh mục dòng Phanxicô. Họ cũng điều hành các presidios (pháo đài), pueblos (khu định cư) và ranchos (trang trại cấp đất) dọc theo bờ biển phía nam và trung tâm của California. Cha Junípero Serra, đã thành lập các phái bộ đầu tiên ở vùng thượng lưu Las California thuộc Tây Ban Nha, bắt đầu với Sứ mệnh San Diego de Alcalá vào năm 1769. Qua các thời đại Tây Ban Nha và Mexico, cuối cùng họ bao gồm một loạt 21 sứ mệnh truyền bá Công giáo La Mã giữa những người thổ dân Mỹ bản địa, được liên kết bởi El Camino Real ("Con đường Hoàng gia"). Họ được thành lập để chuyển đổi người dân bản địa California, đồng thời bảo vệ các yêu sách lịch sử của Tây Ban Nha đối với khu vực. Các sứ mệnh giới thiệu công nghệ châu Âu, chăn nuôi và cây trồng. Các khu định cư người da đỏ đã chuyển đổi các dân tộc bản địa thành các nhóm truyền giáo người da đỏ; họ làm việc như những người lao động trong các nhiệm vụ và trại chăn nuôi. Vào những năm 1830, các nhiệm vụ đã bị giải tán và những vùng đất được bán cho Californiaios. Dân số người Mỹ bản địa là khoảng 150.000; Californiaios (California thời Mexico) khoảng 10.000; bao gồm người Mỹ nhập cư và các quốc tịch khác liên quan đến thương mại và kinh doanh tại California.

### Puerto Rico
Vào tháng 9 năm 1493, Cristoforo Colombo ra khơi trong chuyến đi thứ hai với 17 tàu từ Cádiz. Vào ngày 19 tháng 11 năm 1493, ông đổ bộ lên đảo Puerto Rico, đặt tên là San Juan Bautista để vinh danh Thánh John the Baptist. Thuộc địa đầu tiên của châu Âu, Caparra, được thành lập vào ngày 8 tháng 8 năm 1508 bởi Juan Ponce de León, một trung úy dưới quyền Columbus, người được Taíno Cacique Agüeybaná chào đón và sau đó trở thành thống đốc đầu tiên của hòn đảo. Ponce de Leon đã tích cực tham gia vào vụ thảm sát Higuey năm 1503 ở Puerto Rico. Năm 1508, Ngài Ponce de Leon được Hoàng gia Tây Ban Nha chọn để lãnh đạo cuộc chinh phạt và nô lệ của người da đỏ Taíno cho các hoạt động khai thác vàng.  Năm sau, thuộc địa đã bị bỏ rơi để ủng hộ một hòn đảo gần đó trên bờ biển, được đặt tên là Puerto Rico (Rich Port), nơi có một bến cảng phù hợp. Năm 1511, một khu định cư thứ hai, San Germán được thành lập ở phía tây nam của đảo. Trong những năm 1520, hòn đảo mang tên Puerto Rico trong khi cảng trở thành San Juan.
Là một phần của quá trình thuộc địa, nô lệ châu Phi đã được đưa đến hòn đảo vào năm 1513. Sau sự suy giảm của dân số Taíno, nhiều nô lệ đã được đưa đến Puerto Rico; tuy nhiên, số lượng nô lệ trên đảo giảm so với những người ở các đảo lân cận. Ngoài ra, ngay từ thời thuộc địa Puerto Rico, các nỗ lực đã được thực hiện để giành quyền kiểm soát Puerto Rico từ Tây Ban Nha. Caribs, một bộ lạc đột kích của vùng Caribbean, đã tấn công các khu định cư Tây Ban Nha dọc theo bờ sông Daguao và Macao vào năm 1514 và một lần nữa vào năm 1521 nhưng lần nào họ cũng bị hỏa lực Tây Ban Nha đẩy lùi một cách dễ dàng. Tuy nhiên, đây sẽ không phải là những nỗ lực cuối cùng để kiểm soát Puerto Rico. Các cường quốc châu Âu nhanh chóng nhận ra tiềm năng của những vùng đất chưa thuộc địa của người châu Âu và cố gắng giành quyền kiểm soát chúng. Tuy nhiên, Puerto Rico vẫn thuộc sở hữu của Tây Ban Nha cho đến thế kỷ 19.
Nửa cuối thế kỷ 19 được đánh dấu bởi cuộc đấu tranh giành chủ quyền của người Puerto Rico. Một cuộc điều tra dân số được tiến hành vào năm 1860 cho thấy dân số hiện thời là 583.308. Trong số này, 300.406 (51,5%) là người da trắng và 282.775 (48,5%) là người da màu, sau này bao gồm những người có di sản chủ yếu là châu Phi, mulatto và mestizo. Phần lớn dân số ở Puerto Rico không biết chữ (83,7%) và sống trong nghèo đói, và ngành công nghiệp nông nghiệp tại thời điểm đó là nguồn thu nhập chính đã bị cản trở do thiếu cơ sở hạ tầng đường bộ, công cụ và thiết bị đầy đủ và thiên tai như bão và hạn hán. Nền kinh tế cũng phải chịu mức tăng thuế và thuế xuất nhập khẩu do Vương quốc Tây Ban Nha áp đặt. Hơn nữa, Tây Ban Nha đã bắt đầu đày đi hoặc bỏ tù bất kỳ người nào kêu gọi cải cách tự do. Chiến tranh Tây Ban Nha-Mỹ nổ ra vào năm 1898, sau hậu quả của vụ nổ chiến hạm USS Maine ở cảng Havana. Hoa Kỳ đã đánh bại Tây Ban Nha vào cuối năm đó và giành quyền kiểm soát Puerto Rico trong hiệp ước hòa bình sau đó. Trong Đạo luật Foraker năm 1900, Quốc hội Hoa Kỳ đã xác lập vị thế của Puerto Rico là một lãnh thổ chưa hợp nhất.

## Tân Pháp

Lãnh thổ của Anh (hồng và tím), Pháp (xanh dương) và Tây Ban Nha (cam) năm 1750 trái ngược với biên giới của Canada và Hoa Kỳ hiện nay.

Tân Pháp là khu vực rộng lớn tập trung ở sông Saint Lawrence, vùng Hồ Lớn, sông Mississippi và các nhánh sông lớn khác đã được Pháp khám phá và tuyên bố chủ quyền bắt đầu từ đầu thế kỷ 17. Nó bao gồm một số thuộc địa: Acadia, Canada, Newfoundland, Louisiana, Île-Royale (đảo Cape Breton ngày nay) và Île Saint Jean (Đảo Hoàng tử Edward ngày nay). Các thuộc địa này nằm dưới sự kiểm soát của Anh hoặc Tây Ban Nha sau Chiến tranh Pháp và người da đỏ, mặc dù Pháp đã giành lại được một phần Louisiana vào năm 1800. Hoa Kỳ sẽ giành được phần lớn Tân Pháp trong Hiệp ước Paris năm 1783 và Hoa Kỳ sẽ có được một nước khác một phần lãnh thổ của Pháp với Mua hàng Louisiana năm 1803. Phần còn lại của New France trở thành một phần của Canada, ngoại trừ đảo Saint-Pierre và Miquelon của Pháp.

### Pays d'en Haut
Đến năm 1660, những người thợ săn, nhà truyền giáo và quân đội Pháp ở Montreal đã tiến về phía tây dọc theo Hồ Lớn ngược dòng vào Pays d'en Haut và thành lập các tiền đồn tại Green Bay, Fort de Buade và Saint Ignace (cả ở Michilimackinac), Sault Sainte Marie, Vincennes và Detroit năm 1701. Trong Chiến tranh Pháp và người da đỏ (1754-1763), nhiều khu định cư này đã bị người Anh chiếm đóng. Đến năm 1773, dân số của Detroit là 1.400. Vào cuối cuộc Chiến tranh giành độc lập năm 1783, khu vực phía nam Hồ Lớn chính thức trở thành một phần của Hoa Kỳ.

### Vùng Illinois
Vùng Illinois vào năm 1752 có 2.500 người Pháp sinh sống; nó nằm ở phía tây của vùng Ohio và tập trung quanh Kaskaskia, Cahokia và Sainte Genevieve. Theo một học giả, "người cư trú Illinois có một tâm hồn vui tươi, anh ta có vẻ vô tư đến mức gây sốc cho những người Thanh giáo tự cao tự đại từ các thuộc địa của Mỹ."

### Louisiana
Pháp tuyên bố chủ quyền đối với Louisiana thuộc Pháp kéo dài hàng ngàn dặm từ Louisiana hiện đại phía bắc đến miền Trung Tây phần lớn chưa được khám phá, và phía tây dãy núi Rocky. Nó thường được chia thành Thượng và Hạ Louisiana. Vùng đất rộng này lần đầu tiên có người định cư tại Mobile và Biloxi vào khoảng năm 1700, và tiếp tục phát triển khi 7.000 người Pháp nhập cư thành lập New Orleans vào năm 1718. Quá trình định cư diễn ra rất chậm; New Orleans trở thành một cảng quan trọng, là cửa ngõ của sông Mississippi, nhưng có rất ít sự phát triển kinh tế khác vì thành phố thiếu một vùng nội địa thịnh vượng.
Năm 1763, Louisiana được nhượng lại cho Tây Ban Nha quanh New Orleans và phía tây sông Mississippi. Vào những năm 1780, biên giới phía tây của Hoa Kỳ độc lập mới vua ra đời trải dài đến sông Mississippi. Hoa Kỳ đã đạt được thỏa thuận với Tây Ban Nha về quyền điều hướng trên sông và bằng lòng để cho quyền lực thực dân "yếu ớt" kiểm soát khu vực này. Tình hình đã thay đổi khi Napoléon buộc Tây Ban Nha trả lại Louisiana cho Pháp vào năm 1802 và đe dọa sẽ đóng cửa con sông với các tàu Mỹ. Được cảnh báo, Hoa Kỳ đề nghị mua New Orleans.
Napoleon cần tiền để tiến hành một cuộc chiến khác với Vương quốc Anh, và ông nghi ngờ rằng Pháp có thể bảo vệ thành công một lãnh thổ rộng lớn và xa xôi như vậy. Do đó, ông đề nghị bán toàn bộ Louisiana với giá 15 triệu đô la. Hoa Kỳ đã hoàn thành việc mua lại Louisiana vào năm 1803, tăng gấp đôi quy mô của quốc gia.

## Tân Hà Lan
Bản mẫu:Tân Hà Lan

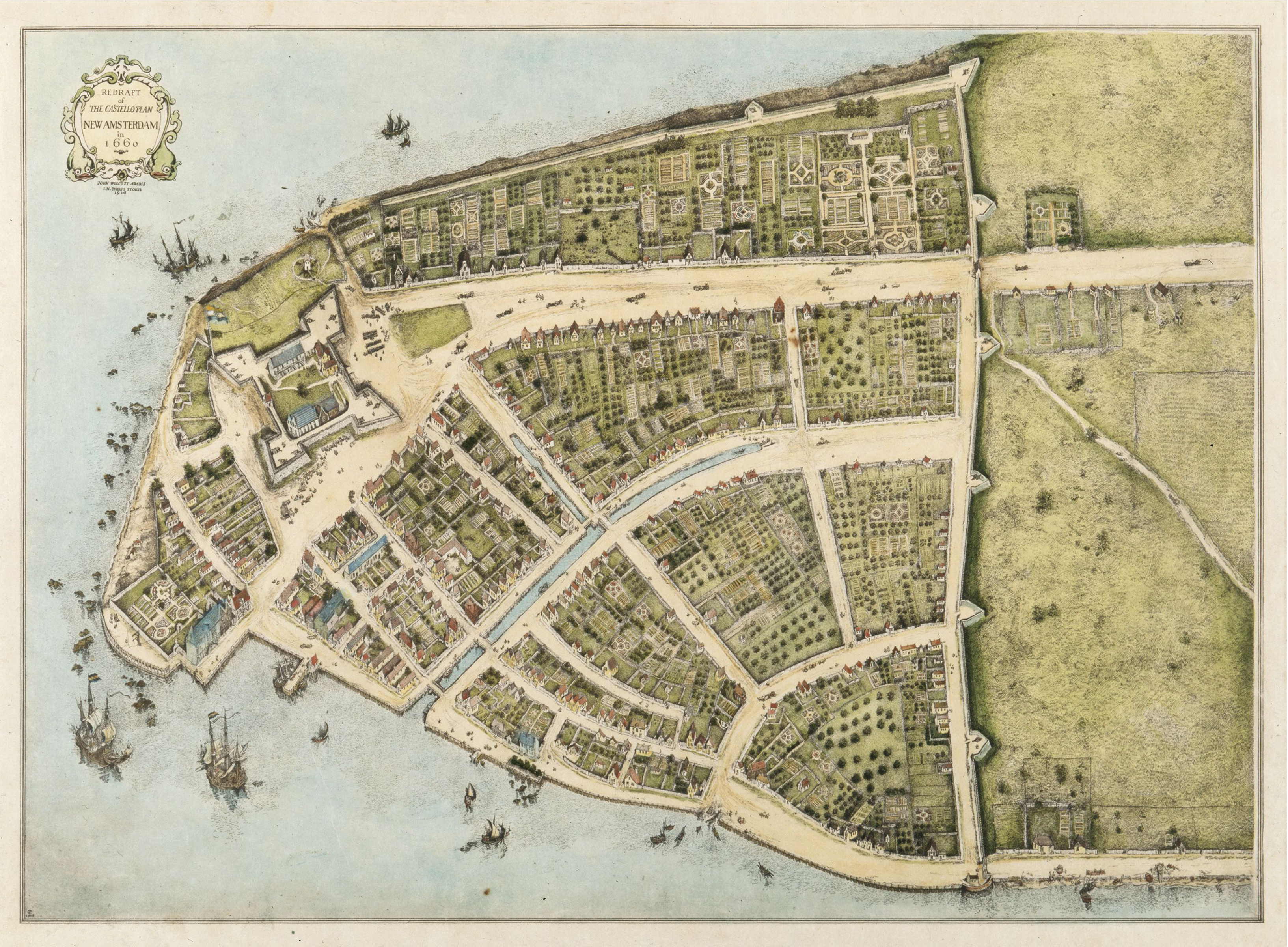
Bản đồ New Amsterdam năm 1660

Nieuw-Nederland, hay New Netherland (Tân Hà Lan), là một tỉnh thuộc địa của Cộng hòa Bảy Vương quốc Hà Lan được công nhận vào năm 1614, tại bang New York, New Jersey và một phần của các bang láng giềng khác. Dân số cao nhất là dưới 10.000. Người Hà Lan đã thiết lập một hệ thống patroon với các quyền giống như phong kiến được trao cho một số chủ đất quyền lực; họ cũng thiết lập sự khoan dung tôn giáo và thương mại tự do. Thủ phủ New Amsterdam của thuộc địa được thành lập năm 1625 và nằm ở mũi phía nam của đảo Manhattan, nơi phát triển để trở thành một thành phố lớn trên thế giới.
Thành phố đã bị người Anh chiếm được vào năm 1664; họ nắm quyền kiểm soát hoàn toàn thuộc địa năm 1674 và đổi tên thành New York. Tuy nhiên, đất đai của Hà Lan vẫn còn và Thung lũng sông Hudson vẫn duy trì tính chất truyền thống của Hà Lan cho đến những năm 1820. Dấu vết ảnh hưởng của Hà Lan vẫn còn ở phía bắc New Jersey và phía đông nam bang New York, như nhà cửa, họ của gia đình, và tên của các con đường và toàn bộ thị trấn.

## Tân Thụy Điển

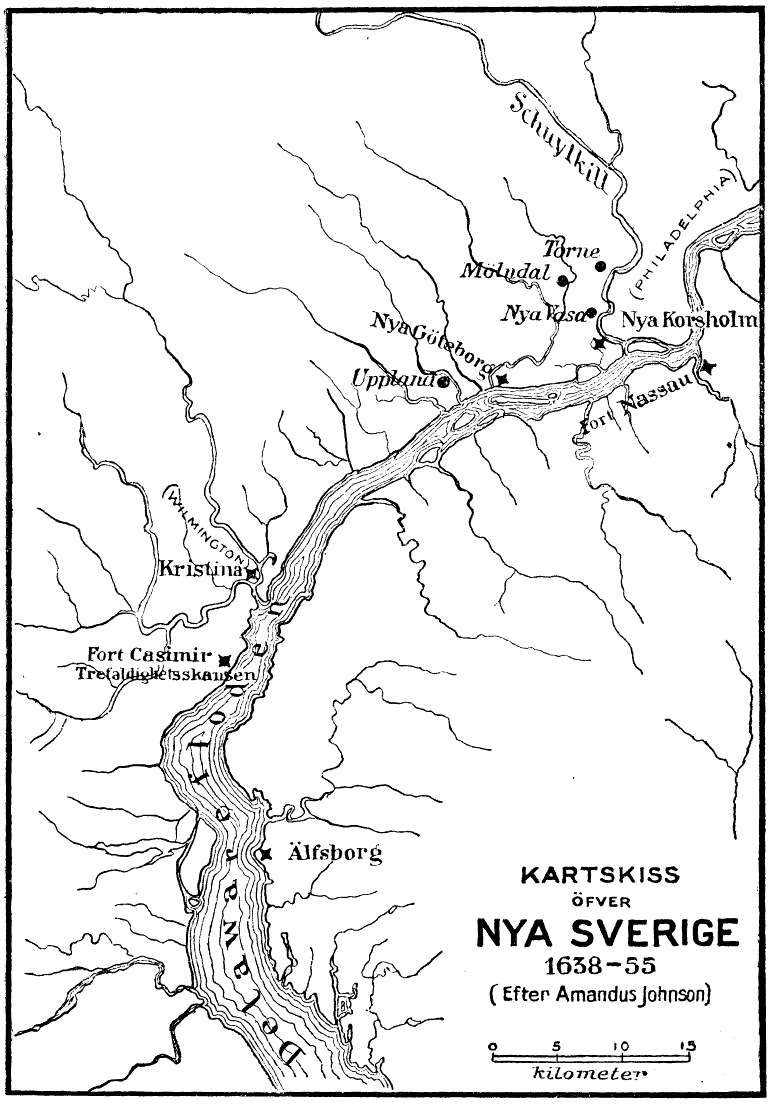
Bản đồ Tân Thụy Điển của Amandus Johnson

Tân Thụy Điển (tiếng Thụy Điển: Nya Sverige) là thuộc địa của Thụy Điển tồn tại dọc theo Thung lũng sông Delaware biết từ năm 1638 đến năm 1655 và bao quanh vùng đất ở Delaware ngày nay, phía nam là New Jersey và đông nam Pennsylvania. Hàng trăm người định cư đã tập trung quanh thủ đô của Pháo đài Christina, tại địa điểm của ngày nay là thành phố Wilmington, Delaware. Thuộc địa cũng có các khu định cư gần địa điểm ngày nay là Salem, New Jersey (Fort Nya Elfsborg) và trên đảo Tinicum, Pennsylvania. Thuộc địa đã bị người Hà Lan chiếm được vào năm 1655 và sáp nhập vào Tân Hà Lan, với hầu hết các thuộc địa còn lại. Nhiều năm sau, toàn bộ thuộc địa Tân Hà Lan đã được sáp nhập vào các thuộc địa của Anh.
Thuộc địa của New Thụy Điển đã giới thiệu Giáo hội Luther đến Mỹ dưới hình thức một số nhà thờ lâu đời nhất châu Âu của lục địa. Những người thực dân cũng mang chòi gỗ đến Mỹ và nhiều con sông, thị trấn và gia đình ở khu vực hạ lưu thung lũng sông Delaware lấy tên từ người Thụy Điển. C. A. Nothnagle Log House ở Gibbstown, New Jersey ngày nay, được xây dựng vào cuối những năm 1630 trong thời kỳ thuộc địa Tân Thụy Điển. Nó vẫn là ngôi nhà cổ nhất được xây dựng bởi người châu Âu ở New Jersey và được cho là một trong những ngôi nhà gỗ lâu đời nhất còn tồn tại ở Hoa Kỳ.

## Thuộc địa Nga
Nga đã khám phá khu vực mà sau này trở thành Alaska, bắt đầu với cuộc thám hiểm Kamchatka thứ hai vào những năm 1730 và đầu những năm 1740. Khu định cư đầu tiên của họ được thành lập vào năm 1784 bởi Grigory Shelikhov. Công ty Nga-Mỹ được thành lập vào năm 1799 với ảnh hưởng của Nikolay Rezanov, với mục đích mua rái cá biển để lấy lông từ những thợ săn bản địa. Năm 1867, Hoa Kỳ đã mua Alaska và gần như tất cả người Nga đã từ bỏ khu vực này ngoại trừ một vài nhà truyền giáo của Giáo hội Chính thống giáo Nga hoạt động giữa những người bản xứ.

## Thuộc địa Anh

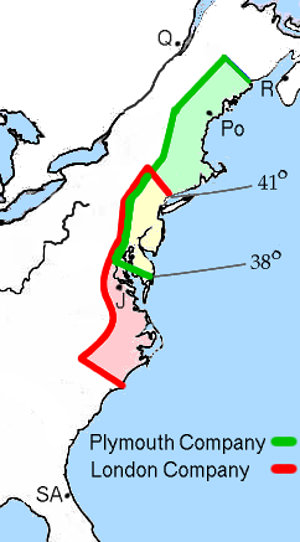
Vùng đất được cấp bởi James I cho các công ty London và Plymouth năm 1606. Khu vực chồng lấn (màu vàng) đã được cấp cho cả hai công ty với quy định rằng không thành lập các khu định cư trong vòng 100 mi của nhau. Vị trí của khu định cư Jamestown được hiển thị bằng chữ "J"

Anh đã có những nỗ lực thành công đầu tiên vào đầu thế kỷ 17 vì nhiều lý do. Trong thời đại này, chủ nghĩa dân tộc nguyên thủy và sự quyết đoán dân tộc của Anh nở rộ dưới sự đe dọa xâm lược của Tây Ban Nha, được hỗ trợ bởi một mức độ của chủ nghĩa quân phiệt Tin lành và năng lượng của Nữ hoàng Elizabeth. Tuy nhiên, tại thời điểm này, không có nỗ lực chính thức nào của chính phủ Anh để tạo ra một đế chế thực dân. Thay vào đó, động lực đằng sau việc thành lập các thuộc địa là từng phần và biến đổi. Những cân nhắc thực tế đã đóng vai trò nhất định, chẳng hạn như doanh nghiệp thương mại, quá đông đúc và mong muốn tự do tôn giáo. Làn sóng định cư chính đến vào thế kỷ 17. Sau năm 1700, hầu hết những người nhập cư đến Châu Mỹ thuộc địa đã đến với tư cách là những nô lệ có giao kèo, những người đàn ông và phụ nữ trẻ chưa lập gia đình tìm kiếm một cuộc sống mới trong một môi trường phong phú hơn nhiều. Quan điểm đồng thuận giữa các nhà sử học kinh tế và các nhà kinh tế là việc nô lệ có giao kèo xảy ra phần lớn là "đáp ứng về mặt thể chế đối với sự không hoàn hảo của thị trường vốn", nhưng nó "cho phép những người di cư tiềm năng vay mượn thu nhập trong tương lai của họ để trả chi phí cao cho chuyến hành trình đến Nước Mỹ." Giữa cuối những năm 1610 và Cách mạng Hoa Kỳ, người Anh đã chuyển khoảng 50.000 đến 120.000 người bị kết án cho các thuộc địa của Mỹ.
Bác sĩ Alexander Hamilton (1712-1756) là một bác sĩ và nhà văn người Scotland, sống và làm việc tại Annapolis, Maryland. Leo Lemay đã kể trong Nhật ký du hành của ông năm 1944 có tên Gentleman's Progress: The Itinerarium of Dr. Alexander Hamilton rằng: "bức chân dung độc nhất về đàn ông và cách cư xử, về cuộc sống nông thôn và thành thị, của một loạt các xã hội và phong cảnh ở nước Mỹ thuộc địa." Nhật ký của  ông đã được sử dụng rộng rãi bởi các học giả, trong đó kể lại các chuyến đi của ông từ Maryland đến Maine. Nhà viết tiểu sử Elaine Breslaw nói rằng ông gặp phải:
môi trường xã hội tương đối nguyên thủy của Thế giới mới. Ông phải đối mặt với các thể chế xã hội xa lạ và đầy thách thức: hệ thống lao động dựa vào nô lệ da đen, địa vị xã hội cực kỳ lỏng lẻo, phương pháp kinh doanh khó chịu, những cuộc trò chuyện khó chịu, cũng như thói quen ăn mặc và ăn uống khác nhau.

### Vịnh Chesapeake

#### Virginia
Thuộc địa Anh thành công đầu tiên là Jamestown, được thành lập vào ngày 14 tháng 5 năm 1607 trên một đảo nằm trên sông James, gần cửa sông trên vịnh Chesapeake. Liên doanh kinh doanh được tài trợ và điều phối bởi Công ty London Virginia, một công ty cổ phần đang tìm kiếm vàng. Những năm đầu tiên của nó vô cùng khó khăn, với tỷ lệ tử vong rất cao do bệnh tật và đói khát, chiến tranh với người da đỏ địa phương và thu được rất ít vàng. Thuộc địa tồn tại và phát triển mạnh mẽ bằng cách chuyển sang trồng thuốc lá để bán. Vào cuối thế kỷ 17, nền kinh tế xuất khẩu của Virginia chủ yếu dựa vào thuốc lá, và những người định cư mới, giàu có hơn đã đến để chiếm phần lớn đất đai, xây dựng các đồn điền lớn và nhập khẩu những người hầu và nô lệ. Năm 1676, cuộc nổi loạn của Bacon xảy ra nhưng đã bị các quan chức hoàng gia đàn áp. Sau cuộc nổi loạn của Bacon, nô lệ châu Phi đã nhanh chóng thay thế những người hầu bị cầm cố làm lực lượng lao động chính của Virginia.
Các hội đồng thuộc địa chia sẻ quyền lực với một thống đốc được hoàng gia bổ nhiệm. Ở cấp độ địa phương hơn, quyền lực của chính phủ đã được đầu tư vào các tòa án quận, vốn tự tồn tại (những người đương nhiệm đã lấp đầy bất kỳ vị trí tuyển dụng nào và không bao giờ có cuộc bầu cử dân chủ). Là nhà sản xuất cây trồng thu hoa lợi, các đồn điền Chesapeake phụ thuộc nhiều vào thương mại với Anh. Với điều hướng dễ dàng bằng đường sông, có ít thị trấn và không có thành phố; người trồng vận chuyển trực tiếp đến Anh. Tỷ lệ tử vong cao và hồ sơ dân số rất trẻ đặc trưng cho thuộc địa trong những năm đầu tiên.
Randall Miller chỉ ra rằng "Nước Mỹ không có quý tộc có tước hiệu... mặc dù một quý tộc, ngài Thomas Fairfax, đã cư trú ở Virginia năm 1734." Lord Fairfax (1693-1781) là một nam tước người Scotland đến Mỹ vĩnh viễn để giám sát việc nắm giữ đất đai rộng lớn của gia đình ông. Nhà sử học Arthur Schlesinger nói rằng ông "là duy nhất trong số những người đến thường trú có tước hiệu cao như nam tước". Ông là người bảo trợ của George Washington và không bị quấy rầy trong chiến tranh.

### Tân Anh
Thuộc địa thành công kế tiếp của Anh được thành lập với mục đích khác. Thuộc địa này được thành lập bởi hai nhóm người bất đồng chính kiến về tôn giáo. Cả hai nhóm đều kêu gọi Giáo hội Anh cải cách và loại bỏ các thành phần Cơ đốc giáo đang còn tồn tại trong giáo hội này. Trong khi nhóm người Pilgrim muốn từ bỏ giáo hội, nhóm người theo Thanh giáo (Puritanism) muốn cải cách nó bằng cách làm gương với một cộng đồng thánh giáo mà họ sẽ xây dựng tại nơi đất mới.

#### Thanh giáo
Nhóm Pilgrim (Người hành hương) là một nhóm nhỏ những người ly khai Thanh giáo, những người cảm thấy rằng họ cần phải xa cách với Giáo hội Anh. Ban đầu họ chuyển đến Hà Lan, sau đó quyết định tái định cư ở Mỹ. Những người định cư Pilgrim ban đầu đi thuyền đến Bắc Mỹ vào năm 1620 bằng tàu Mayflower. Khi đến nơi, họ đã tạo ra khế ước Mayflower, qua đó họ gắn kết với nhau như một cộng đồng thống nhất, do đó thành lập Thuộc địa Plymouth nhỏ. William Bradford là nhà lãnh đạo chính của họ. Sau khi thành lập, những người định cư khác đã đi từ Anh và gia nhập vào thuộc địa.
Những người Thanh giáo không ly khai tạo thành một nhóm lớn hơn nhiều so với Nhóm Pilgrim, và họ đã thành lập Thuộc địa Vịnh Massachusetts vào năm 1629 với 400 người định cư. Họ tìm cách cải tổ Giáo hội Anh bằng cách tạo ra một giáo hội mới, thuần khiết ở Tân Thế giới. Đến năm 1640, có khoảng 20.000 đã đến đây; Nhiều người đã chết lúc vừa mới đến, nhưng những người còn lại đã tìm thấy khí hậu trong lành và nguồn cung cấp thực phẩm dồi dào. Các thuộc địa Plymouth và thuộc địa Vịnh Massachusetts cùng nhau sinh ra các thuộc địa Thanh giáo khác ở Tân Anh, bao gồm các thuộc địa New Haven, Saybrook và Connecticut. Trong thế kỷ 17, các thuộc địa New Haven và Saybrook đã được Connecticut sáp nhập.
Những người Thanh giáo đã tạo ra một nền văn hóa tôn giáo sâu sắc, chặt chẽ về mặt xã hội và đổi mới chính trị vẫn còn ảnh hưởng đến Hoa Kỳ hiện đại. Họ hy vọng rằng vùng đất mới này sẽ phục vụ như một "quốc gia của Chúa". Họ trốn khỏi Anh và cố gắng tạo ra một "quốc gia của các vị thánh" hay một "Thành phố trên đồi" ở Mỹ: một cộng đồng cực kỳ sùng đạo, hoàn toàn đúng đắn được thiết kế để trở thành một hình mẫu cho cả châu Âu.
Về mặt kinh tế, Tân Anh đã hoàn thành kỳ vọng của những người sáng lập. Nền kinh tế Thanh giáo dựa trên những nỗ lực tự cung tự cấp và chỉ giao dịch những hàng hóa mà họ không thể tự sản xuất, không giống như các đồn điền định hướng cây trồng của vùng Chesapeake. Nhìn chung, có một vị thế kinh tế và mức sống ở Tân Anh cao hơn so với Chesapeake. Tân Anh trở thành một trung tâm đóng tàu và buôn bán quan trọng, cùng với nông nghiệp, đánh cá và khai thác gỗ, đóng vai trò là trung tâm giao dịch giữa các thuộc địa miền nam và châu Âu.

#### Các khu vực Tân Anh khác
Đồn điền Providence được thành lập năm 1636 bởi Roger Williams trên vùng đất được cung cấp bởi tù trưởng Canonicus người Narragansett. Williams là một người Thanh giáo đã rao giảng về sự khoan dung tôn giáo, tách biệt giữa Giáo hội và Nhà nước, và hoàn toàn từ bỏ Giáo hội Anh. Ông bị trục xuất khỏi Thuộc địa Vịnh Massachusetts vì những bất đồng về thần học, và ông và những người định cư khác đã thành lập đồn điền Providence dựa trên hiến pháp bình đẳng quy định đa số "về dân sự" và "tự do lương tâm" trong các vấn đề tôn giáo. Năm 1637, một nhóm thứ hai bao gồm Anne Hutchinson đã thành lập một khu định cư thứ hai trên đảo Aquidneck, còn được gọi là Đảo Rhode.
Các thuộc địa khác định cư ở phía bắc, hòa nhập với các nhà thám hiểm và người định cư có lợi nhuận để thành lập các thuộc địa đa dạng tôn giáo hơn ở New Hampshire và Maine. Những khu định cư nhỏ này đã được Massachusetts sáp nhập khi họ đưa ra những yêu sách đất đai đáng kể vào những năm 1640 và 1650, nhưng New Hampshire cuối cùng đã được ban cho một điều lệ riêng vào năm 1679. Maine vẫn là một phần của Massachusetts cho đến khi trở thành một bang vào năm 1820.

#### Thuộc quốc Tân Anh
Dưới thời vua James II của Anh, các thuộc địa Tân Anh, New York và Jersey được thống nhất trong một thời gian ngắn với tư cách là Thuộc quốc New England (1686-89). Chính quyền cuối cùng đã được lãnh đạo bởi Thống đốc Sir Edmund Andros và tịch thu các điều lệ thuộc địa, thu hồi các quyền sở hữu đất đai và cai trị mà không có hội đồng địa phương, gây ra sự giận dữ trong dân chúng. Cuộc nổi dậy ở Boston năm 1689 được lấy cảm hứng từ cuộc Cách mạng Vinh quang của Anh chống lại James II và dẫn đến việc bắt giữ Andros, Anh giáo Boston và các quan chức thống trị cao cấp của dân quân Massachusetts. Andros bị bỏ tù trong vài tháng, sau đó trở về Anh. Sự thống trị của New England đã bị giải thể và các chính phủ được nối lại dưới các điều lệ trước đó của họ.
Tuy nhiên, điều lệ Massachusetts đã bị thu hồi vào năm 1684 và một điều lệ mới được ban hành năm 1691 kết hợp Massachusetts và Plymouth vào Tỉnh vùng Massachusetts. Vua William III đã tìm cách hợp nhất các thuộc địa của Tân Anh về mặt quân sự bằng cách bổ nhiệm Bá tước Bellomont làm một trong ba vị thống đốc và chỉ huy quân sự đồng thời ở Connecticut và Rhode Island. Tuy nhiên, những nỗ lực này đã thất bại.

### Các thuộc địa miền trung
Các thuộc địa miền trung gồm có các khu vực nay là các tiểu bang New York, Pennsylvania, ba quận của Delaware, và Maryland, được đặc trưng bởi một mức độ đa dạng lớn về tôn giáo, chính trị, kinh tế và dân tộc. Nhiều dân nhập cư Hà Lan và Ireland định cư tại các khu vực này (cùng với Long Island và Connecticut); nhóm người Hà Lan tại Pennsylvania nổi bật là một nhóm dân tộc đặc biệt.
Thuộc địa Tân Hà Lan của nguoi Hà lan được người Anh tiếp quản và đổi tên thành New York. Tuy nhiên, một số lượng lớn người Hà Lan vẫn ở lại đây, thống trị các khu vực nông thôn giữa thành phố New York và Albany. Trong khi đó, người Yankee từ Tân Anh bắt đầu chuyển đến, cũng như những người nhập cư từ Đức. Thành phố New York đã thu hút một cộng đồng dân đa thê lớn và một lượng lớn nô lệ da đen.
New Jersey ban đầu là một bộ phận của New York và được chia thành các thuộc địa độc quyền Đông và Tây Jersey trong một thời gian. [57]
Pennsylvania được thành lập năm 1681 với tư cách là thuộc địa độc quyền của một tín đồ phái Quaker, William Penn. Các thành phần dân số chính bao gồm các tín đồ phái Quaker có cơ sở tại Philadelphia, người Ailen từ Scotland ở biên giới phía Tây và nhiều thuộc địa của Đức ở giữa. Philadelphia trở thành thành phố lớn nhất ở các thuộc địa với vị trí trung tâm, cảng tuyệt vời và dân số khoảng 30.000 người.
Vào giữa thế kỷ 18, Pennsylvania về cơ bản là thuộc địa của tầng lớp trung lưu với sự tôn trọng hạn chế đối với giới thượng lưu nhỏ. Một nhà báo của Tạp chí Pennsylvania đã tóm tắt vào năm 1756 như sau:
Người dân của tỉnh này nói chung thuộc tầng lớp trung lưu, và hiện tại hầu hết đều có trình độ. Họ chủ yếu là Nông dân cần cù, Nghệ nhân hoặc Người buôn bán; họ thích Tự do, và người thấp kém nhất cũng nghĩ rằng anh ta có quyền Công dân từ những người vĩ đại nhất.

### Các thuộc địa miền nam
Văn hóa chiếm ưu thế của miền Nam bắt nguồn từ sự định cư của khu vực bởi thực dân Anh. Vào thế kỷ XVII, hầu hết những người thực dân tự nguyện là người gốc Anh, những người định cư chủ yếu dọc theo các vùng ven biển của vùng biển phía Đông. Phần lớn những người định cư đầu tiên ở Anh là những người hầu bị cầm cố, họ đã có được tự do sau khi làm việc đủ để trả hết tiền. Những người đàn ông giàu có trả tiền theo cách của họ đã nhận được các khoản trợ cấp đất đai được gọi là quyền đứng đầu, để khuyến khích định cư.
Các thuộc địa của Pháp và Tây Ban Nha được thành lập ở Florida, Louisiana và Texas. Người Tây Ban Nha thuộc địa Florida vào thế kỷ 16, cộng đồng của họ đạt đến đỉnh cao vào cuối thế kỷ 17. Ở các thuộc địa của Anh và Pháp, hầu hết những người dân thuộc địa đều đến sau năm 1700. Họ dọn đất, xây nhà và nhà phụ và làm việc trên những đồn điền lớn chủ yếu phục vụ nông nghiệp xuất khẩu. Nhiều người đã tham gia trồng thuốc lá thâm dụng lao động, vụ mùa đầu tiên của Virginia. Với sự giảm số lượng người Anh sẵn sàng đến các thuộc địa trong thế kỷ thứ mười tám, các chủ đồn điền bắt đầu nhập khẩu nhiều nô lệ châu Phi hơn, những người trở thành lực lượng lao động chủ yếu trong các đồn điền. Thuốc lá làm bạc màu đất một cách nhanh chóng, đòi hỏi phải có các cánh đồng mới một cách thường xuyên. Những cánh đồng cũ được sử dụng làm đồng cỏ và cho các loại cây trồng như ngô và lúa mì, hoặc được phép trồng thành rừng.
Lúa ở Nam Carolina đã trở thành một loại cây trồng chính khác. Một số nhà sử học cho rằng nô lệ từ vùng đồng bằng tây Phi, nơi lúa là cây trồng cơ bản, cung cấp các kỹ năng, kiến thức và công nghệ chính cho tưới tiêu và xây dựng các công trình đất để hỗ trợ canh tác lúa. Các phương pháp và công cụ ban đầu được sử dụng ở Nam Carolina phù hợp với những phương pháp ở Châu Phi. Thực dân Anh sẽ có ít hoặc không quen với quy trình trồng lúa phức tạp trên các cánh đồng bị ngập bởi các công trình thủy lợi.
Từ giữa đến cuối thế kỷ 18, một nhóm lớn người Scotland và người Ulster-Scotland (sau này được gọi là người Scotland-Ailen) đã di cư và định cư ở quốc gia phía sau Appalachia và vùng Piedmont. Họ là nhóm thực dân lớn nhất từ quần đảo Anh trước Cách mạng Mỹ. Trong một cuộc điều tra dân số năm 2000 của người Mỹ và tổ tiên tự báo cáo của họ, các khu vực nơi người dân báo cáo "tổ tiên của người Mỹ" là nơi mà theo lịch sử, nhiều người Scotland, Scotch-Ailen và người theo đạo Tin lành Biên giới Anh định cư ở Mỹ: nội địa cũng như một số của các khu vực ven biển phía Nam, và đặc biệt là khu vực Appalachia. Dân số có một số người Scotland và người Scotland gốc Ailen có thể lên tới 47 triệu người, vì hầu hết mọi người có nhiều di sản, một số trong đó họ có thể không biết.
Những người thực dân đầu tiên, đặc biệt là người Scotland-Ailen ở đất nước hậu phương, tham gia vào chiến tranh, thương mại và trao đổi văn hóa. Những người sống ở vùng hẻo lánh có nhiều khả năng tham gia cùng với người da đỏ Muscogee (Creek), Cherokee, và Choctaws và các nhóm bản địa khác trong khu vực.
Trường đại học lâu đời nhất ở miền Nam, Đại học William và Mary, được thành lập năm 1693 tại Virginia; nó đi tiên phong trong việc giảng dạy kinh tế chính trị và đã đào tạo các Tổng thống tương lai của Hoa Kỳ như Jefferson, Monroe và Tyler, tất cả đều đến từ Virginia. Thật vậy, toàn bộ khu vực thống trị chính trị trong kỷ nguyên Hệ thống Đảng đầu tiên: ví dụ, bốn trong số năm Tổng thống đầu tiên là Washington, Jefferson, Madison và Monroe - đến từ Virginia. Hai trường đại học công lập lâu đời nhất cũng ở miền Nam: Đại học Bắc Carolina (1795) và Đại học Georgia (1785).
Miền Nam thuộc địa bao gồm các thuộc địa đồn điền của vùng Chesapeake (Virginia, Maryland, và, theo một số phân loại, có Delaware) và miền Nam thấp hơn (Carolina, cuối cùng tách ra thành Bắc và Nam Carolina và Georgia).

#### Xã hội Chesapeake
Năm phần trăm của dân số da trắng Virginia và Maryland vào giữa thế kỷ 18 là những người trồng trọt đang ngày càng giàu cũng như có nhiều quyền lực chính trị và uy tín xã hội. Họ kiểm soát giáo hội Anh giáo địa phương, chọn các bộ trưởng và xử lý tài sản của giáo hội và giải ngân từ thiện địa phương. Họ đã tìm cách để được bầu làm nhà mua hàng hoặc được bổ nhiệm làm thẩm phán tòa hòa giải.
Khoảng 60 phần trăm người da trắng Virginia thuộc tầng lớp trung lưu rộng lớn sở hữu các trang trại đáng kể. Đến thế hệ thứ hai, tỷ lệ tử vong do sốt rét và các bệnh địa phương khác đã giảm rất nhiều đến mức có thể có cấu trúc gia đình ổn định.
Một phần ba còn lại thuộc tầng lớp dưới cùng không có đất và sống trong nghèo đói. Nhiều người mới đến hoặc vừa mới thoát khỏi than phận đày tớ có giao kèo. Ở một số quận gần Washington DC ngày nay, 70 phần trăm đất đai thuộc sở hữu của một số ít gia đình và ba phần tư số người da trắng không có đất. Một số lượng lớn người Tin lành Ailen và Đức đã định cư ở các quận biên giới, thường di chuyển từ Pennsylvania. Thuốc lá không quan trọng ở đây; nông dân tập trung vào cây gai dầu, ngũ cốc, gia súc và ngựa. Các doanh nhân đã bắt đầu khai thác và nung chảy quặng sắt địa phương.
Thể thao chiếm rất nhiều sự chú ý ở mọi cấp độ xã hội, bắt đầu từ tầng lớp trên cùng. Ở Anh, việc săn bắn bị hạn chế mạnh đối với các chủ đất và được thi hành bởi những người chơi trò chơi có vũ trang. Ở Mỹ, trò chơi còn hơn cả phong phú. Mọi người đều có thể và đã đi săn, kể cả người hầu và nô lệ. Đàn ông nghèo với kỹ năng súng trường tốt đã giành được lời khen ngợi; những quý ông giàu trượt mục tiêu thì nhận được những lời chế giễu. Vào năm 1691, thống đốc Sir Francis Nicholson đã tổ chức các cuộc thi cho "những người Viginia tốt hơn là những người chưa có vợ", và ông đã đưa ra các giải thưởng "cho các môn bắn, đấu vật, đấu gươm một lưỡi, và chạy bằng ngựa hoặc chạy bộ."
Đua ngựa là sự kiện chính. Người nông dân điển hình không sở hữu một con ngựa ngay từ đầu, và cuộc đua chỉ dành cho các quý ông, nhưng nông dân bình thường là khán giả và là những con bạc. Những nô lệ được chọn thường trở thành những người huấn luyện ngựa lành nghề. Đua ngựa là đặc biệt quan trọng để đan kết các quý ông. Cuộc đua là một sự kiện công cộng lớn được thiết kế để chứng minh cho thế giới thấy địa vị xã hội ưu việt của các quý ông thông qua chăn nuôi, đào tạo, khoe khoang và đánh bạc, và đặc biệt là việc tự mình chiến thắng cuộc đua. Nhà sử học Timothy Breen giải thích rằng đua ngựa và đánh bạc có tỷ lệ cược cao là điều cần thiết để duy trì vị thế của các quý ông. Khi họ công khai đặt cược một khoản tiền lớn vào con ngựa yêu thích của mình, nó đã nói với thế giới rằng tính cạnh tranh, chủ nghĩa cá nhân và chủ nghĩa vật chất nơi các yếu tố cốt lõi của các giá trị của giới địa chủ, quý tộc.
Nhà sử học Edmund Morgan (1975) lập luận rằng người Virginia trong thập niên 1650 và trong hai thế kỷ tiếp theo đã chuyển sang chế độ nô lệ và phân chia chủng tộc như một cách thay thế cho xung đột giai cấp. "Chủ nghĩa phân biệt chủng tộc khiến người da trắng có thể phát triển sự tôn sùng đối với sự bình đẳng mà các nhà cộng hòa Anh đã tuyên bố là linh hồn của tự do." Đó là, đàn ông da trắng trở nên bình đẳng hơn nhiều về mặt chính trị nếu không có những nô lệ địa vị thấp.
Đến năm 1700, dân số Virginia đạt 70.000 người và tiếp tục tăng nhanh do tỷ lệ sinh cao, tỷ lệ tử vong thấp, nhập khẩu nô lệ từ vùng Caribe và nhập cư từ Anh, Đức và Pennsylvania. Khí hậu ôn hòa; đất nông nghiệp rẻ và màu mỡ.

#### Hai thuộc địa Carolina
Tỉnh Carolina là nơi định cư của người Anh đầu tiên ở phía nam Virginia. Đó là một liên doanh tư nhân, được tài trợ bởi một nhóm những người độc quyền quý tộc Anh, người đã giành được Hiến chương Hoàng gia cho Carolinas năm 1663, hy vọng rằng một thuộc địa mới ở miền nam sẽ có lợi nhuận như Jamestown. Carolina đã không được định cư cho đến năm 1670, và ngay cả lần thử đầu tiên đã thất bại vì không có động lực cho việc di cư đến khu vực đó. Tuy nhiên, cuối cùng, các quý tộc đã kết hợp số vốn còn lại của họ và tài trợ cho một sứ mệnh định cư đến khu vực do Sir John Colleton lãnh đạo. Đoàn thám hiểm đặt mảnh đất màu mỡ và có thể phòng thủ tại nơi đã trở thành Charleston ngày nay, ban đầu là Charles Town cho Charles II của Anh. Những người định cư ban đầu ở Nam Carolina đã thiết lập một giao dịch sinh lợi trong thực phẩm cho các đồn điền nô lệ ở vùng biển Caribe. Những người định cư chủ yếu đến từ thuộc địa của Anh ở Barbados và mang theo nô lệ châu Phi theo họ. Barbados là một hòn đảo trồng mía giàu có, một trong những thuộc địa đầu tiên của Anh sử dụng số lượng lớn người châu Phi trong nông nghiệp theo kiểu đồn điền. Việc trồng lúa được giới thiệu trong những năm 1690 và trở thành cây trồng xuất khẩu quan trọng.
Ban đầu, Nam Carolina bị chia rẽ về chính trị. Thành phần dân tộc của nó bao gồm những người định cư ban đầu (một nhóm những người định cư Anh giàu có, nô lệ đến từ đảo Barbados) và cộng đồng Huguenot, một cộng đồng Tin lành nói tiếng Pháp. Chiến tranh biên giới gần như liên tục trong thời kỳ Chiến tranh của Vua William và Chiến tranh của Nữ hoàng Anne đã thúc đẩy các nêm kinh tế và chính trị giữa các thương nhân và chủ đồn điền. Thảm họa của Chiến tranh Yamasee năm 1715 đã đe dọa khả năng tồn tại của thuộc địa và gây ra một thập kỷ hỗn loạn chính trị. Đến năm 1729, sự cai trị độc quyền đã sụp đổ và những nhà độc quyền đã bán cả hai thuộc địa lại cho vương quốc Anh.
Bắc Carolina có tầng lớp thượng lưu nhỏ nhất. 10% người giàu nhất sở hữu khoảng 40% đất đai, so với 50 đến 60% ở vùng lân cận Virginia và Nam Carolina. Không có thành phố nào ở quy mô lớn và rất ít thị trấn, vì vậy hầu như không có một tầng lớp trung lưu thành thị nào cả. Bắc Carolina với phần lớn nông thôn bị chi phối bởi những người nông dân tự cung tự cấp với các hoạt động nhỏ. Ngoài ra, một phần tư số người da trắng hoàn toàn không có đất.

#### Georgia

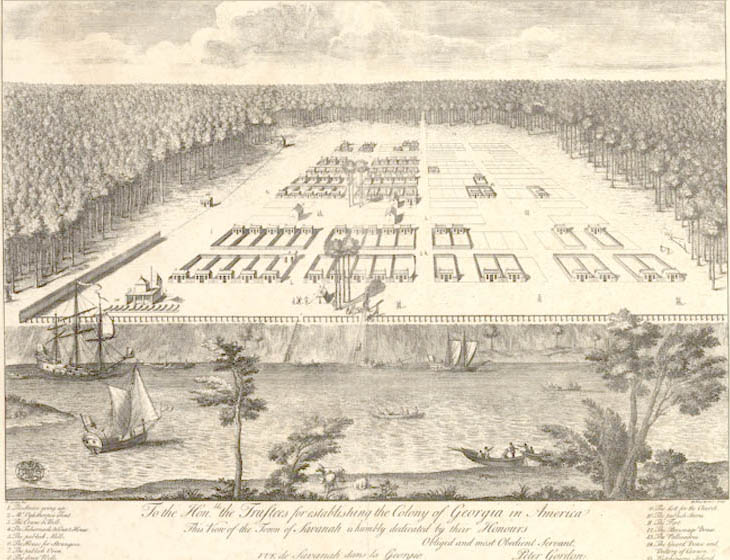
Savannah, Thuộc địa Georgia, đầu thế kỷ 18

James Oglethorpe thường được xem là người thành lập Thuộc địa Georgia. Là một thành viên trong nghị viện Anh vào thế kỷ 18, ông ta đã đặt nền móng cho sự khai hoang tiểu bang này. Vào thời đó, sự căng thẳng giữa Tây Ban Nha và Anh khá cao, và nhiều người Anh sợ rằng Florida (dưới sự kiểm soát của Tây Ban Nha) đang đe dọa khu Carolina. Georgia là một khu vực tranh chấp then chốt vì nó nằm giữa hai thuộc địa này. Lúc đó những người mắc nợ thường bị bắt bỏ tù, nhưng Oglethorpe quyết định đày họ đến một thuộc địa. Như thế, Anh có thể loại bỏ các thành phần không ưa mà đồng thời có căn cứ để tấn công vào Florida. Những người định cư đầu tiên đến vào năm 1733.
Georgia được thành lập với những nguyên tắc đạo đức nghiêm khắc. Nô lệ, rượu chè và các hình thức vô đạo đức khác bị cấm. Tuy nhiên, trong sự thật thuộc địa này không phải là một nơi lý tưởng. Những người định cư bất mãn với lối sống đạo đức này, và than rằng thuộc địa của họ không đủ sức cạnh tranh kinh tế với các đồn điền lúa tại Carolina. Georgia ban đầu không thành công, nhưng cuối cùng các hạn chế đã được dỡ bỏ, chế độ nô lệ được cho phép, và nó trở nên thịnh vượng như Carolinas. Thuộc địa của Georgia không bao giờ có một tôn giáo được thành lập; nó bao gồm những người có đức tin khác nhau.

#### Đông và Tây Florida
Tây Ban Nha nhượng lại Florida cho Vương quốc Anh vào năm 1763, nơi thành lập các thuộc địa Đông và Tây Florida. Florida vẫn trung thành với Vương quốc Anh trong Cách mạng Mỹ. Họ đã được trả lại cho Tây Ban Nha vào năm 1783 để đổi lấy quần đảo Bahamas, lúc đó phần lớn người Anh đã rời đi. Người Tây Ban Nha sau đó đã bỏ bê Florida; vài người Tây Ban Nha sống ở đó khi Mỹ mua khu vực này vào năm 1819.

## Sự thống nhất các thuộc địa Anh

### Chiến tranh thuộc địa: phòng thủ chung
Những nỗ lực bắt đầu sớm nhất là vào những năm 1640 đối với sự bảo vệ chung của các thuộc địa, chủ yếu chống lại các mối đe dọa chung từ người da đỏ, Pháp và Hà Lan. Các thuộc địa Thanh giáo của Tân Anh đã thành lập một liên minh để phối hợp các vấn đề quân sự và tư pháp. Từ những năm 1670, một số thống đốc hoàng gia đã cố gắng tìm kiếm các phương tiện phối hợp các vấn đề quân sự phòng thủ và tấn công, đáng chú ý là Sir Edmund Andros (người cai trị New York, Tân Anh và Virginia vào nhiều thời điểm) và Francis Nicholson (cai trị Maryland, Virginia, Nova Scotia, và Carolina). Sau Chiến tranh Vua Phillips, Andros đã đàm phán thành công Chuỗi Giao ước, một loạt các hiệp ước với người da đỏ mang lại sự ổn đinh tương đối cho biên giới của các thuộc địa miền trung trong nhiều năm.
Các thuộc địa miền bắc đã trải qua nhiều cuộc tấn công của phe Wabanaki và người Pháp từ Acadia trong bốn cuộc Chiến tranh giữa Pháp và người da đỏ, đặc biệt là Maine và New Hampshire ngày nay, cũng như Chiến tranh của Cha Rale và Chiến tranh của Cha Le Loutre.

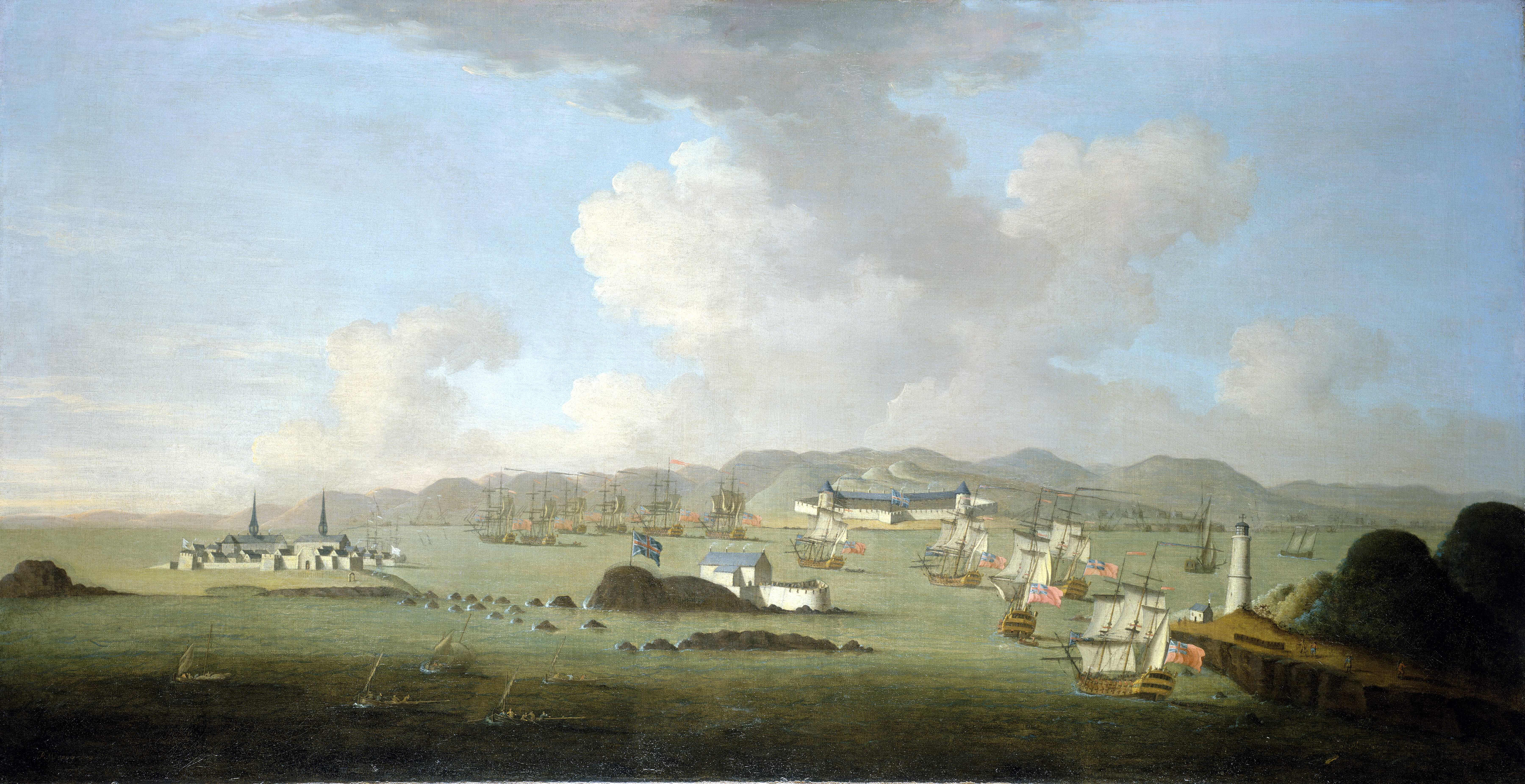
Cuộc bao vây Louisbourg (1745) của Peter Monamy

Một sự kiện nhắc nhở thực dân về danh tính chung của họ là các đối tượng người Anh là Cuộc chiến kế vị Áo (1740-1748) ở châu Âu. Cuộc xung đột này đã tràn vào các thuộc địa, nơi nó được gọi là "Chiến tranh của Vua George". Các trận đánh lớn đã diễn ra ở châu Âu, nhưng quân đội thực dân Mỹ đã chiến đấu với Pháp và các đồng minh da đỏ của họ ở New York, New England và Nova Scotia với Cuộc bao vây Louisbourg (1745).
Tại Hội nghị Albany năm 1754, Benjamin Franklin đề xuất rằng các thuộc địa được thống nhất bởi một Hội đồng lớn giám sát một chính sách chung cho quốc phòng, mở rộng và các vấn đề Ấn Độ. Kế hoạch bị cản trở bởi các cơ quan lập pháp thuộc địa và Vua George II, nhưng đó là một dấu hiệu sớm cho thấy các thuộc địa của Anh ở Bắc Mỹ đang hướng tới sự thống nhất.

#### Chiến tranh với Pháp và người Da đỏ

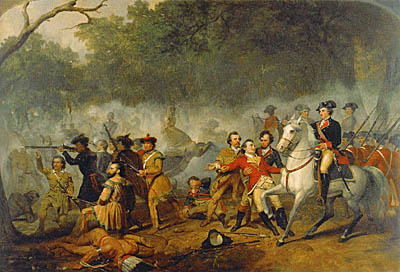
George Washington trong Chiến tranh với Pháp và người Da đỏ

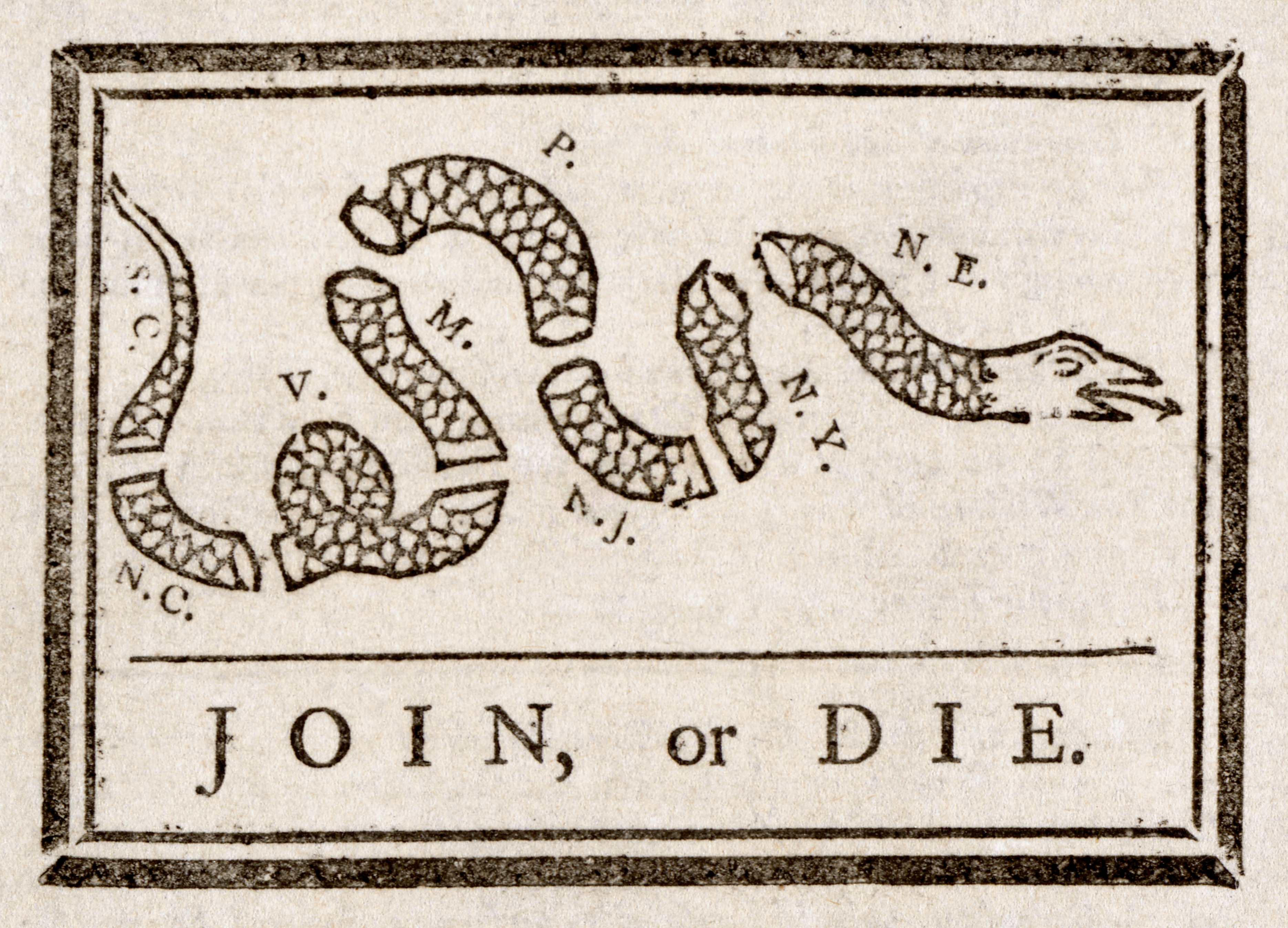
Biếm họa chính trị của Benjamin Franklin 'Tham gia, hoặc chết' 'kêu gọi sự thống nhất của những người thực dân trong Chiến tranh với Pháp và người da đỏ, và được sử dụng lại trong Cách mạng Mỹ.

Chiến tranh với Pháp và người Da đỏ (1754-1763) là phần xung đột tại châu Mỹ của một chiến tranh tại châu Âu tên là Chiến tranh Bảy Năm. Các cuộc chiến tranh thuộc địa trước đây ở Bắc Mỹ đã bắt đầu ở châu Âu và sau đó lan sang các thuộc địa, nhưng Chiến tranh Pháp và người da đỏ đáng chú ý vì đã bắt đầu ở Bắc Mỹ và lan sang châu Âu. Một trong những nguyên nhân chính của cuộc chiến là sự cạnh tranh ngày càng tăng giữa Anh và Pháp, đặc biệt là ở vùng Hồ Lớn và thung lũng Ohio.
Chiến tranh với Pháp và người Da đỏ mang một ý nghĩa mới đối với thực dân Bắc Mỹ của Anh khi William Pitt Lớn quyết định rằng các nguồn lực quân sự lớn cần phải được dành cho Bắc Mỹ để giành chiến thắng trong cuộc chiến chống Pháp. Lần đầu tiên, lục địa trở thành một trong những sân khấu chính của những gì có thể được gọi là "chiến tranh thế giới". Trong chiến tranh, vị trí của các thuộc địa Anh là một phần của Đế quốc Anh đã được thể hiện thực sự rõ ràng, khi các quan chức quân sự và dân sự Anh có sự hiện diện ngày càng tăng trong cuộc sống của người Mỹ.
Chiến tranh cũng làm tăng cảm giác đoàn kết của Mỹ theo những cách khác nhau. Nó khiến cho những người đàn ông đi xuyên lục địa, những người có thể chưa bao giờ rời khỏi thuộc địa của họ, chiến đấu bên cạnh những người đàn ông từ những hoàn cảnh khác nhau, dù sao vẫn là "người Mỹ". Trong suốt cuộc chiến, các sĩ quan Anh đã huấn luyện những người Mỹ tham chiến, nổi bật nhất là George Washington, người có ích cho sự nghiệp của Mỹ trong Cách mạng sau này. Ngoài ra, lần đầu tiên, các nhà lập pháp và quan chức thuộc địa phải hợp tác mạnh mẽ, để theo đuổi nỗ lực quân sự trên toàn lục địa.

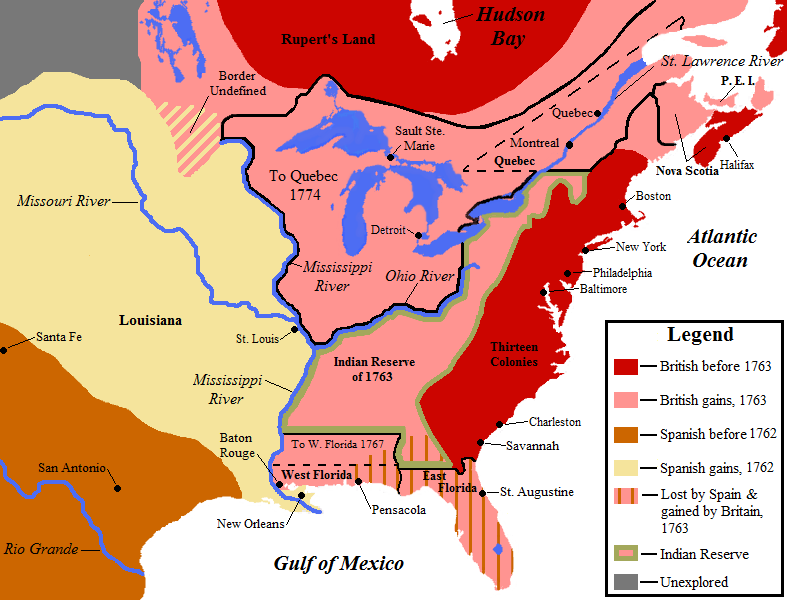
Những thay đổi về lãnh thổ sau Chiến tranh với Pháp và người da đỏ: vùng đất do người Anh nắm giữ trước năm 1763 được thể hiện bằng màu đỏ, vùng đất mà Anh giành được vào năm 1763 được thể hiện bằng màu hồng.

Trong Hiệp ước Paris (1763), Pháp chính thức nhượng lại cho Anh phần phía đông của đế chế Bắc Mỹ rộng lớn, đã bí mật trao cho Tây Ban Nha lãnh thổ Louisiana phía tây sông Mississippi vào năm trước. Trước chiến tranh, Anh đã nắm giữ mười ba thuộc địa của Mỹ, phần lớn Nova Scotia ngày nay và phần lớn lưu vực vịnh Hudson. Sau chiến tranh, Anh đã giành được toàn bộ lãnh thổ của Pháp ở phía đông sông Mississippi, bao gồm Quebec, Great Lakes và thung lũng sông Ohio. Anh cũng giành được Florida Tây Ban Nha, từ đó hình thành các thuộc địa Đông và Tây Florida. Trong việc loại bỏ một mối đe dọa lớn của nước ngoài đối với mười ba thuộc địa, cuộc chiến cũng phần lớn loại bỏ nhu cầu bảo vệ thuộc địa của thực dân.
Người Anh và những người thực dân đã cùng chiến thắng một kẻ thù chung. Lòng trung thành của thực dân đối với đất nước mẹ đã mạnh mẽ hơn bao giờ hết. Tuy nhiên, sự mất đoàn kết đã bắt đầu hình thành. Thủ tướng Anh William Pitt Lớn đã quyết định tiến hành chiến tranh ở các thuộc địa với việc sử dụng quân đội từ các thuộc địa và quỹ thuế từ chính nước Anh. Đây là một chiến lược thời chiến thành công, nhưng sau khi chiến tranh kết thúc, bên nào cũng đều tin rằng mình đã gánh một gánh nặng lớn hơn bên kia. Giới tinh hoa Anh, người bị đánh thuế nặng nề nhất ở châu Âu, đã chỉ ra một cách giận dữ rằng thực dân đã trả rất ít cho các kho bạc hoàng gia. Những người thực dân trả lời rằng con trai của họ đã chiến đấu và chết trong một cuộc chiến phục vụ lợi ích của châu Âu hơn là của chính họ. Tranh chấp này là một liên kết trong chuỗi các sự kiện sớm châm ngòi cho cuộc Cách mạng Hoa Kỳ.

### Mối quan hệ với Đế quốc Anh

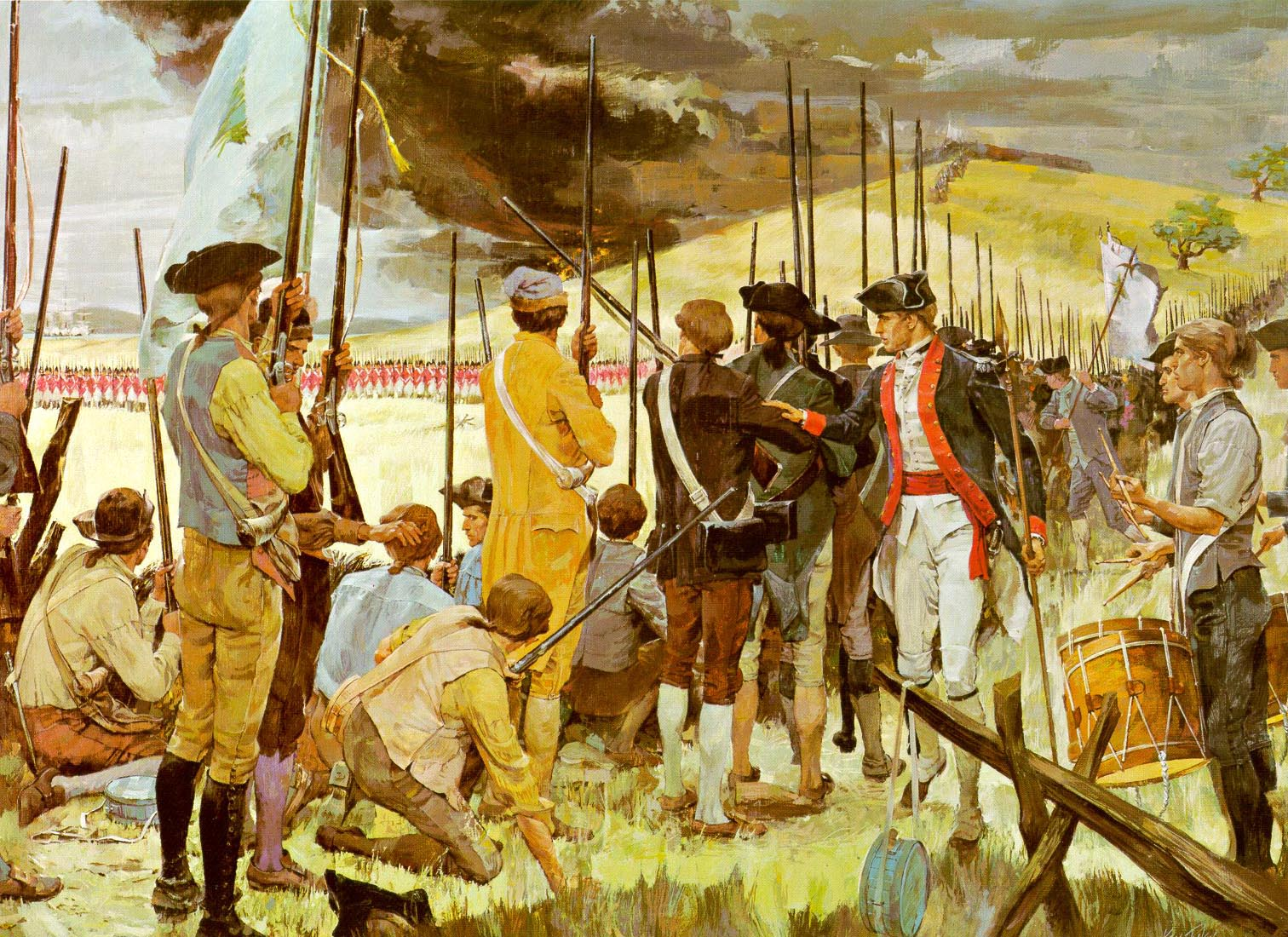
Tranh vẽ Quân đội Anh tấn công dân quân Mỹ ở Bunker Hill-1775

Các thuộc địa rất khác nhau nhưng họ vẫn là một phần của Đế quốc Anh không chỉ là cái tên. Về mặt nhân khẩu học, phần lớn những người dân thuộc địa có nguồn gốc từ Quần đảo Anh và nhiều người trong số họ vẫn có quan hệ gia đình với Vương quốc Anh. Về mặt xã hội, giới tinh hoa thuộc địa Boston, New York, Charleston và Philadelphia đã tự xem họ là người Anh. Nhiều người chưa bao giờ sống ở Anh trong một vài thế hệ, nhưng họ bắt chước phong cách ăn mặc, khiêu vũ và nghi thức của Anh. Giới thượng lưu xã hội này đã xây dựng các lâu đài của mình theo phong cách Georgia, sao chép các thiết kế đồ nội thất của Thomas Chippendale và tham gia vào các trào lưu trí tuệ của châu Âu, như Khai sáng. Các thành phố cảng của thuộc địa Mỹ thực sự là thành phố của Anh trong mắt nhiều người dân.

#### Chủ nghĩa cộng hòa
Nhiều cấu trúc chính trị trong các thuộc địa đã bắt nguồn từ chủ nghĩa cộng hòa được thể hiện bởi các nhà lãnh đạo phe đối lập ở Anh, đáng chú ý nhất là những đảng viên đảng Khối thịnh vượng chung và đảng Whig. Nhiều người Mỹ thời đó đã nhìn thấy các hệ thống quản trị của các thuộc địa được mô phỏng theo hiến pháp Anh thời đó, với nhà vua tương ứng với thống đốc, Hạ viện tương ứng với hội đồng thuộc địa và Thượng viện tương ứng với  hội đồng thống đốc. Các bộ luật của các thuộc địa thường được rút ra trực tiếp từ luật của Anh; thật vậy, thông luật của Anh tồn tại không chỉ ở Canada, mà còn trên khắp Hoa Kỳ. Cuối cùng, đó là một cuộc tranh cãi về ý nghĩa của một số lý tưởng chính trị (đặc biệt là đại diện chính trị) và chủ nghĩa cộng hòa đã dẫn đến Cách mạng Hoa Kỳ.

#### Tiêu thụ hàng hóa của Anh
Một điểm giống hơn khác giữa các thuộc địa là việc nhập khẩu đồ dùng Anh. Vào cuối thế kỷ 17 nền kinh tế Anh đã phát triển nhanh, và đến giữa thế kỷ 18 các xí nghiệp nhỏ tại Anh đã xản xuất nhiều hơn đảo này có thể tiêu thụ được. Khi họ tìm được một thị trường cho những thứ này tại các thuộc địa Bắc Mỹ, Anh đã tăng xuất khẩu đến vùng này trên 360% giữa những năm 1740 và 1770. Từ Tân Anh (New England) đến Georgia, những người dưới quyền Anh mua vật dụng giống nhau, tạo ra một sự đồng nhất.
Một điểm khác mà các thuộc địa thấy mình giống nhau hơn là khác nhau là việc nhập khẩu hàng hóa của Anh đang bùng nổ. Nền kinh tế Anh đã bắt đầu phát triển nhanh chóng vào cuối thế kỷ 17 và đến giữa thế kỷ 18, các nhà máy nhỏ ở Anh đã sản xuất nhiều hơn mức mà quốc gia có thể tiêu thụ. Anh tìm thấy một thị trường cho hàng hóa của họ ở các thuộc địa của Anh ở Bắc Mỹ, tăng xuất khẩu sang khu vực đó thêm 360% trong khoảng thời gian từ 1740 đến 1770. Các thương nhân người Anh cung cấp tín dụng cho khách hàng của họ; điều này cho phép người Mỹ mua một lượng lớn hàng hóa Anh. Từ Nova Scotia đến Georgia, tất cả các đối tượng người Anh đã mua các sản phẩm tương tự, tạo ra và làm mờ một loại bản sắc chung.

### Thế giới Đại Tây Dương
Trong những năm gần đây, các nhà sử học đã mở rộng quan điểm của họ để bao quát toàn bộ thế giới Đại Tây Dương trong một trường con hiện được gọi là lịch sử Đại Tây Dương. Quan tâm đặc biệt là các chủ đề như di cư quốc tế, thương mại, thuộc địa, các thể chế quân sự và chính phủ so sánh, truyền tải các tôn giáo và công việc truyền giáo, và buôn bán nô lệ. Đó là Thời đại Khai sáng, và những ý tưởng tuôn trào qua Đại Tây Dương, với Benjamin Franklin đến từ Philadelphia đóng vai trò chính.
Francois Furstenberg (2008) đưa ra một quan điểm khác về giai đoạn lịch sử. Ông cho rằng chiến tranh là rất quan trọng giữa những đế quốc lớn: Anh, thuộc địa của Mỹ, Tây Ban Nha, Pháp và các Quốc gia đầu tiên (người Da Đỏ). Họ đã chiến đấu với một loạt các cuộc xung đột từ năm 1754 đến 1815 mà Furstenberg gọi là "Chiến tranh lâu dài của phương Tây" về quyền kiểm soát khu vực.
Phụ nữ đóng một vai trò trong sự xuất hiện của nền kinh tế tư bản trong thế giới Đại Tây Dương. Các loại hình trao đổi thương mại địa phương mà họ tham gia độc lập được tích hợp tốt với mạng lưới thương mại giữa các thương nhân thuộc địa trên khắp khu vực Đại Tây Dương, đặc biệt là các thị trường sữa và sản xuất hàng hóa. Ví dụ, thương nhân phụ nữ địa phương là nhà cung cấp thực phẩm quan trọng cho các mối quan tâm vận chuyển xuyên Đại Tây Dương.

### Từ đoàn kết đến cách mạng

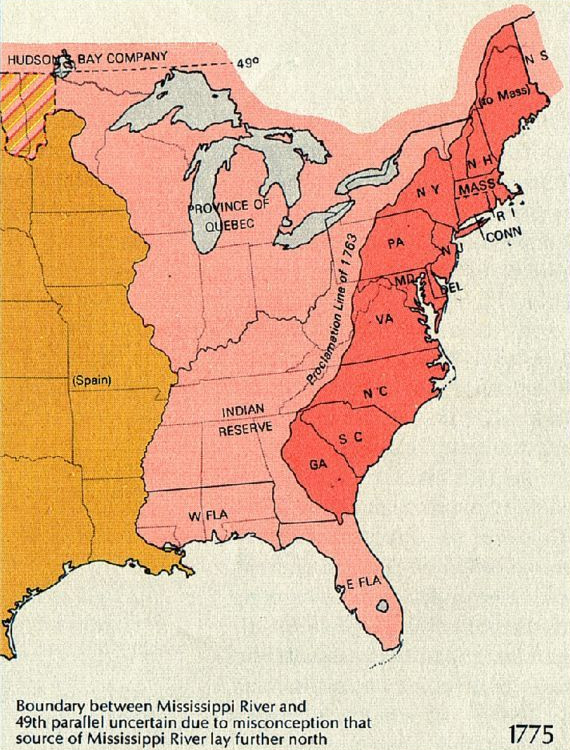
Bắc Mỹ trong năm 1775. Màu đỏ và màu hồng dưới sự kiểm soát của Anh, màu cam dưới sự kiểm soát của Tây Ban Nha. Ranh giới giữa màu đỏ và màu hồng là ranh giới trong Tuyên cáo năm 1763.

Trong thời kỳ thuộc địa, người Mỹ khăng khăng đòi quyền của mình là người Anh phải có cơ quan lập pháp riêng tăng tất cả các loại thuế. Tuy nhiên, Quốc hội Anh đã khẳng định vào năm 1765 rằng họ nắm quyền tối cao để đặt thuế, và một loạt các cuộc biểu tình của Mỹ bắt đầu dẫn trực tiếp đến Cách mạng Mỹ. Làn sóng biểu tình đầu tiên tấn công Đạo luật tem năm 1765 và đánh dấu lần đầu tiên người Mỹ gặp nhau từ 13 thuộc địa và lên kế hoạch cho một mặt trận chung chống lại thuế của Anh. Tiệc trà Boston năm 1773 đã đổ trà Anh xuống Cảng Boston vì nó chứa một loại thuế ẩn mà người Mỹ từ chối trả. Người Anh đã phản ứng bằng cách cố gắng đè bẹp các quyền tự do truyền thống ở Massachusetts, dẫn đến cuộc cách mạng Mỹ bắt đầu từ năm 1775.
Ý tưởng về sự độc lập dần dần trở nên phổ biến, sau khi lần đầu tiên được đề xuất và ủng hộ bởi một số nhân vật và nhà bình luận công khai trên khắp các thuộc địa. Một trong những tiếng nói nổi bật nhất thay mặt cho độc lập là Thomas Paine trong cuốn sách nhỏ Lẽ Thông Thường xuất bản năm 1776. Một nhóm khác kêu gọi độc lập là Những đứa con của tự do, được thành lập năm 1765 tại Boston bởi Samuel Adams và hiện nay thậm chí đông hơn và ồn ào hơn.
Nghị viện lập ra một loạt các loại thuế và hình phạt để đối phó ngày càng nhiều sự chống đối: Đạo luật đóng quân (1765); Đạo luật tuyên bố (1766); Đạo luật doanh thu Townshend (1767); và Đạo luật trà (1773). Để xử lý vụ Tiệc trà Boston, Quốc hội đã thông qua các Đạo luật không khoan nhượng: Đạo luật đóng quân thứ hai (1774); Đạo luật Quebec (1774); Đạo luật Chính phủ Massachusetts (1774); Đạo luật hành chính tư pháp (1774); Đạo luật Cảng Boston (1774); Đạo luật ngăn cấm (1775). Đến thời điểm này, 13 thuộc địa đã tự tổ chức Quốc hội Lục địa và bắt đầu thành lập các chính phủ độc lập và gây dựng dân quân để chuẩn bị cho chiến tranh.

## Đời sống thuộc địa

### Chính quyền thực dân Anh
Tại các thuộc địa của Anh, ba hình thức chính phủ là tỉnh (thuộc địa hoàng gia), độc quyền và điều lệ. Các chính phủ này đều phụ thuộc vào Quốc vương Anh, không có mối quan hệ rõ ràng với Quốc hội Anh. Bắt đầu từ cuối thế kỷ 17, chính quyền của tất cả các thuộc địa của Anh được Ủy ban Thương mại ở London giám sát. Mỗi thuộc địa có một đại diện thuộc địa được trả lương ở London để đại diện cho lợi ích của mình.
New Hampshire, New York, Virginia, North Carolina, South Carolina, Georgia và Massachusetts là các thuộc địa vương miện. Thuộc địa tỉnh được cai trị bởi một hoi đồng được sự chấp thuận của nhà vua. Một thống đốc và (ở một số tỉnh) hội đồng của ông đã được bổ nhiệm bởi vương miện. Thống đốc đã được đầu tư với quyền hạn hành pháp chung và được ủy quyền để triệu tập một hội đồng được bầu tại địa phương. Hội đồng thống đốc sẽ ngồi như một thượng viện khi hội nghị đang họp, ngoài vai trò là cố vấn cho thống đốc. Các hội đồng được tạo thành từ các đại diện được bầu bởi các chủ sở hữu tự do và chủ đồn điền (chủ đất) của tỉnh. Thống đốc có quyền phủ quyết tuyệt đối và có thể tạm ngừng (tức là trì hoãn) và giải tán hội đồng. Vai trò của hội nghị là tạo ra tất cả các luật và pháp lệnh địa phương, đảm bảo rằng chúng không mâu thuẫn với luật pháp của Anh. Trong thực tế, điều này không phải lúc nào cũng xảy ra, vì nhiều hội đồng của tỉnh đã tìm cách mở rộng quyền lực của họ và hạn chế quyền lực của thống đốc và hoàng gia. Luật pháp có thể được kiểm tra bởi Hội đồng Cơ mật hoặc Hội đồng Thương mại Anh, nơi cũng nắm quyền phủ quyết của pháp luật.
Pennsylvania (bao gồm Delaware), New Jersey và Maryland là thuộc địa độc quyền. Họ được cai trị nhiều như các thuộc địa của hoàng gia ngoại trừ các chủ sở hữu là quý tộc, chứ không phải là nhà vua, đã bổ nhiệm thống đốc. Chúng được thành lập sau khi sự Phục hồi năm 1660 và thường được hưởng tự do tôn giáo và dân sự lớn hơn.
Massachusetts, Đồn điền Providence, Rhode Island, Warwick và Connecticut là những thuộc địa đặc quyền (được cấp theo điều lệ). Điều lệ Massachusetts đã bị thu hồi năm 1684 và được thay thế bằng một điều lệ tỉnh được ban hành năm 1691. Chính phủ đặc quyền là các tổ chức chính trị được tạo ra bằng giấy chứng nhận đặc quyền, trao cho người được cấp quyền kiểm soát đất đai và quyền lực của chính phủ lập pháp. Các điều lệ đã cung cấp một hiến pháp cơ bản và phân chia quyền lực giữa các chức năng lập pháp, hành pháp và tư pháp, với những quyền lực đó được trao cho các quan chức.

#### Văn hoá chính trị
Các nền văn hóa chính trị chính của Hoa Kỳ có nguồn gốc từ thời thuộc địa. Hầu hết các lý thuyết về văn hóa chính trị xác định New England, Trung Đại Tây Dương và miền Nam đã hình thành các nền văn hóa chính trị riêng biệt và khác biệt.
Như Bonomi (1971) chỉ ra, điểm đặc biệt nhất của xã hội thuộc địa là văn hóa chính trị sôi động, thu hút những thanh niên tài năng và đầy tham vọng nhất vào chính trị. First, suffrage was the most generous in the world, with every man allowed to vote who owned a certain amount of property. Ít hơn một phần trăm đàn ông Anh có thể bỏ phiếu, trong khi phần lớn những người tự do Mỹ có đủ điều kiện. Nguồn gốc của nền dân chủ đã xuất hiện, mặc dù sự trì hoãn thường được thể hiện trong giới tinh hoa xã hội trong các cuộc bầu cử thuộc địa.
Thứ hai, một loạt các doanh nghiệp công cộng và tư nhân được quyết định bởi các cơ quan dân cử ở các thuộc địa, đặc biệt là các hội đồng và chính quyền quận ở mỗi thuộc địa. They handled land grants, commercial subsidies, and taxation, as well as oversight of roads, poor relief, taverns, and schools. Họ đã xử lý các khoản trợ cấp đất đai, trợ cấp thương mại và thuế, cũng như giám sát đường sá, cứu trợ người nghèo, quán rượu và trường học. Người Mỹ đã kiện nhau với tỷ lệ rất cao, với các quyết định ràng buộc được đưa ra không phải bởi một lãnh chúa vĩ đại mà bởi các thẩm phán và bồi thẩm đoàn địa phương. Điều này thúc đẩy sự mở rộng nhanh chóng của nghề luật, do đó sự tham gia mạnh mẽ của các luật sư vào chính trị đã trở thành một đặc điểm của Mỹ vào những năm 1770.
Thứ ba, các thuộc địa của Mỹ đặc biệt trên thế giới vì sự đại diện của nhiều nhóm lợi ích khác nhau trong việc ra quyết định chính trị. Văn hóa chính trị Mỹ mở cửa cho các lợi ích kinh tế, xã hội, tôn giáo, dân tộc và địa lý, với các thương nhân, địa chủ, nông dân nhỏ, nghệ nhân, tín đồ Anh giáo, giáo hội Trưởng lão, phái Quaker, người Đức, Scotland-Ailen, Yankee, York, và nhiều nhóm khác. Các đại diện được bầu đã học cách lắng nghe những quyền lợi này bởi vì 90% người trong hạ viện sống ở quận của họ, không giống như nước Anh nơi thường có một thành viên vắng mặt của Nghị viện. Tất cả những điều này rất không giống với châu Âu, nơi các gia đình quý tộc và giáo hội đang kiểm soát.
Cuối cùng và đáng kể nhất, người Mỹ đã bị mê hoặc và ngày càng chấp nhận các giá trị chính trị của Chủ nghĩa Cộng hòa, trong đó nhấn mạnh quyền bình đẳng, nhu cầu công dân có đạo đức và tệ nạn tham nhũng, xa xỉ và quý tộc. Chủ nghĩa Cộng hòa đã cung cấp khuôn khổ cho sự kháng cự của thực dân đối với các kế hoạch đánh thuế của Anh sau năm 1763, đã leo thang thành Cách mạng.
Không có thuộc địa nào có các đảng chính trị ổn định thuộc loại hình thành từ những năm 1790, nhưng mỗi phe đều có phe phái thay đổi tranh giành quyền lực, đặc biệt là trong các trận chiến lâu năm giữa thống đốc được chỉ định và hội đồng dân cử. Thường có các phe phái "quốc gia" và "tòa án", đại diện cho những phe đối lập với chương trình nghị sự của thống đốc và những người ủng hộ nó. Massachusetts có các yêu cầu đặc biệt thấp về khả năng đủ điều kiện bỏ phiếu và đại diện nông thôn mạnh mẽ trong hội nghị từ điều lệ năm 1691; do đó, nó cũng có một phe dân túy mạnh mẽ đại diện cho tầng lớp thấp hơn của tỉnh.
Lên và xuống các thuộc địa, các nhóm dân tộc không phải người Anh có các khu định cư. Nhiều nhất là người Scotland-Ailen và người Đức. Mỗi nhóm đồng hóa thành văn hóa chính thống, Tin lành, thương mại và chính trị, mặc dù với các biến thể địa phương. Họ có xu hướng bỏ phiếu trong các khối, và các chính trị gia đã đàm phán với các nhà lãnh đạo nhóm để bỏ phiếu. Họ thường giữ lại ngôn ngữ lịch sử và truyền thống văn hóa của mình, ngay cả khi họ hòa nhập vào văn hóa Mỹ đang phát triển.
Các yếu tố văn hóa dân tộc được nhìn thấy rõ nhất ở Pennsylvania. Trong năm 1756-76, phái Quaker là phe lớn nhất trong cơ quan lập pháp, nhưng họ đã mất quyền thống trị đối với phe giáo hội Trưởng lão đang phát triển dựa trên phiếu bầu của người Scotland-Ailen, được người Đức ủng hộ.

### Điều kiện y tế
Tỷ lệ tử vong rất cao đối với những người mới đến và cao đối với trẻ em trong thời kỳ thuộc địa. Sốt rét đã gây tử vong cho nhiều người mới đến ở các thuộc địa miền Nam. Lấy một ví dụ về những chàng trai trẻ khỏe mạnh mới đến, hơn một phần tư số nhà truyền giáo Anh giáo đã chết trong vòng năm năm sau khi họ đến Carolina.
Tỷ lệ tử vong cao đối với trẻ sơ sinh và trẻ nhỏ, đặc biệt là do bạch hầu, sốt vàng da và sốt rét. Hầu hết những người bị bệnh đã chuyển sang chữa bệnh tại địa phương và sử dụng các phương thuốc dân gian. Những người khác dựa vào mục sư-thầy thuốc, thợ cạo-bác sĩ phẫu thuật, người bào chế thuốc, nữ hộ sinh và mục sư; một vài bác sĩ thuộc địa được sử dụng được đào tạo ở Anh hoặc học nghề tại các thuộc địa. Có rất ít sự kiểm soát của chính phủ, quy định về chăm sóc y tế hoặc chú ý đến sức khỏe cộng đồng. Các bác sĩ thuộc địa đã giới thiệu y học hiện đại cho các thành phố vào thế kỷ 18, theo mô hình ở Anh và Scotland, và đã đạt được một số tiến bộ trong tiêm chủng, bệnh lý, giải phẫu và dược lý.

### Tôn giáo
Lịch sử tôn giáo của Hoa Kỳ bắt đầu với những người định cư Pilgrim đầu tiên đến từ tàu Mayflower năm 1620. Đức tin Thanh giáo của họ thúc đẩy họ di chuyển từ Châu Âu. Người Tây Ban Nha đã thiết lập một mạng lưới các phái bộ Công giáo ở California, nhưng tất cả họ đã đóng cửa hàng thập kỷ trước năm 1848 khi California trở thành một phần của Hoa Kỳ. Có một vài nhà thờ và tổ chức Công giáo Pháp quan trọng ở New Orleans.
Hầu hết những người định cư đến từ những người theo đạo Tin lành ở Anh và Tây Âu, với một tỷ lệ nhỏ người Công giáo (chủ yếu ở Maryland) và một số người Do Thái ở các thành phố cảng. Người Anh và người Đức mang theo nhiều giáo phái Tin lành. Một số thuộc địa đã có một nhà thờ "được thành lập", điều đó có nghĩa là tiền thuế địa phương đã đi đến giáo phái được thành lập. Tự do tôn giáo trở thành một nguyên tắc cơ bản của Mỹ, và nhiều phong trào mới đã xuất hiện, nhiều trong số đó đã trở thành các giáo phái được thiết lập theo quyền riêng của họ.
Những người Thanh giáo ở Tân Anh giữ liên lạc chặt chẽ với những người li khai ở Anh, cũng như những tín đồ Quaker và những người theo Hội Giám lý.
Giáo hội Anh (Anh giáo) được chính thức thành lập tại năm thuộc địa miền Nam, điều đó có nghĩa là thuế địa phương đã trả lương cho các giáo sĩ. Giáo xứ có trách nhiệm công dân như cứu trợ người nghèo. Các quý tộc địa phương kiểm soát ngân sách, thay vì các giáo sĩ. Hoàng gia không bao giờ bổ nhiệm một giám mục ở các thuộc địa của Mỹ vì sự kháng cự từ các giáo hội khác. Anh giáo ở Mỹ thuộc thẩm quyền của Tòa Giám mục Luân Đôn. Ông phái các nhà truyền giáo từ Anh và tấn phong những người từ Thuộc địa đến làm mục sư tại các giáo xứ.
Các nhà sử học tranh luận về Kitô giáo có ảnh hưởng như thế nào trong kỷ nguyên Cách mạng Mỹ. Nhiều người cha sáng lập đã hoạt động trong một nhà thờ địa phương; một số người trong số họ có tình cảm Deist, chẳng hạn như Jefferson, Franklin và Washington.
Người Công giáo rất ít ở bên ngoài Maryland; tuy nhiên, họ đã đóng vai trò Yêu nước trong Cách mạng. Các nhà lãnh đạo như George Washington hết sức tán thành sự khoan dung đối với họ và thực sự đối với tất cả các giáo phái.

#### Cuộc Đại Tỉnh thức
Cuộc Đại Tỉnh thức lần thứ nhất là sự phục hưng tôn giáo lớn đầu tiên của quốc gia, xảy ra vào giữa thế kỷ 18, và nó đã truyền sức sống mới vào đức tin Kitô giáo. Đó là một làn sóng nhiệt tình tôn giáo giữa những người theo đạo Tin lành đã càn quét các thuộc địa trong những năm 1730 và 1740, để lại tác động vĩnh viễn đến tôn giáo Mỹ. Jonathan Edwards là một nhà lãnh đạo chủ chốt và một trí thức mạnh mẽ ở Mỹ thời thuộc địa. George Whitefield đến từ Anh và thực hiện nhiều chuyển đổi.
Đại Tỉnh thức nhấn mạnh đến những đức tính cải cách truyền thống của việc rao giảng Thiên Chúa, nghi thức tạm bợ và nhận thức sâu sắc về tội lỗi cá nhân và sự cứu chuộc của Chúa Giêsu Kitô, được thúc đẩy bởi lời rao giảng mạnh mẽ mà người nghe bị ảnh hưởng sâu sắc. Xa rời nghi thức và kiểu cách, Đại Tỉnh thức đã biến con người sùng đạo thành con người bình thường.
Đại Tỉnh thức có tác động lớn trong việc định hình lại các giáo hội Giáo đoàn, Giáo hội Trưởng lão, Giáo hội cải cách Hà Lan và giáo phái Cải cách Đức, và nó củng cố các giáo phái Báp-tít và Phong trào Giám lý. Nó mang Kitô giáo đến với những người nô lệ và là một sự kiện mạnh mẽ ở Tân Anh  thách thức chính quyền được thành lập. Nó kích động thù oán và chia rẽ giữa những người phục hưng mới và những người theo chủ nghĩa truyền thống, những người khăng khăng đòi nghi thức và phụng vụ. Đại Tỉnh thức ít có tác động đến Anh giáo và giáo phái Quaker.
Đại Tỉnh thức lần thứ nhất tập trung vào những người đã là thành viên của nhà thờ, không giống như cuộc Đại Tỉnh thức lần thứ hai bắt đầu vào khoảng năm 1800 và vươn tới những người chưa được cứu. Nó thay đổi nghi thức, lòng đạo đức và sự tự nhận thức của họ. Phong cách mới của bài giảng và cách mọi người thực hành đức tin của họ đã thổi sức sống mới vào tôn giáo ở Mỹ. Mọi người trở nên say mê và cảm xúc liên quan đến tôn giáo của họ, thay vì thụ động lắng nghe diễn ngôn trí tuệ một cách xa rời. Các mục sư đã sử dụng phong cách giảng đạo mới này thường được gọi là "ánh sáng mới", trong khi các nhà truyền giáo theo kiểu truyền thống được gọi là "ánh sáng cũ".
Mọi người bắt đầu học Kinh Thánh tại nhà, trong đó phân cấp một cách hiệu quả các phương tiện thông báo cho công chúng về cách cư xử tôn giáo và gần giống với các xu hướng cá nhân xuất hiện ở Châu Âu trong thời Cải cách Kháng nghị.

### Vai trò của phụ nữ
Trải nghiệm về phụ nữ rất đa dạng trong từng thuộc địa trong thời kỳ thuộc địa. Ở Tân Anh, những người định cư Thanh giáo đã mang theo những giá trị tôn giáo mạnh mẽ của họ đến Tân Thế giới, họ cho rằng một người phụ nữ phải phục tùng chồng mình và cống hiến hết mình để nuôi dạy những đứa trẻ sợ Chúa hết khả năng của mình.
Có sự khác biệt về sắc tộc trong cách đối xử với phụ nữ. Trong số những người định cư Thanh giáo ở New England, những người vợ hầu như không bao giờ làm việc trên cánh đồng với chồng. Tuy nhiên, tại các cộng đồng Đức ở Pennsylvania, nhiều phụ nữ làm việc trong các ngành nghề và cả trong chuồng ngựa. Người nhập cư Đức và Hà Lan cấp cho phụ nữ quyền kiểm soát nhiều hơn đối với tài sản, điều không được phép trong luật pháp địa phương của Anh. Không giống như những người vợ thuộc địa Anh, những người vợ người Đức và Hà Lan sở hữu quần áo và các vật dụng khác của họ và cũng được trao khả năng viết di chúc xử lý tài sản hôn nhân.
Đến giữa thế kỷ 18, các giá trị của Khai sáng Hoa Kỳ đã được thiết lập và làm suy yếu quan điểm rằng các ông chồng là "người cai trị" tự nhiên đối với vợ của họ. Có một cảm giác mới về hôn nhân được chia sẻ. Về mặt pháp lý, các ông chồng nắm quyền kiểm soát tài sản của vợ khi kết hôn. Ly hôn gần như không thể cho đến cuối thế kỷ mười tám.

### Nô lệ
Nô lệ được chuyển đến Mỹ:
- 1620–1700..... 21.000
- 1701–1760.... 189.000
- 1761–1770..... 63.000
- 1771–1790..... 56.000
- 1791–1800..... 79.000
- 1801–1810.... 124.000[123]
- 1810–1865..... 51.000
- Tổng cộng.......... 597.000

Khoảng 600.000 nô lệ đã được chuyển đến Mỹ, hoặc 5% trong số 12 triệu nô lệ được lấy từ châu Phi. Đại đa số đã đến các thuộc địa trồng mía ở vùng Caribe và Brazil, nơi tuổi thọ rất ngắn và phải liên tục được bổ sung. Tuổi thọ ở các thuộc địa của Mỹ lớn hơn nhiều vì thực phẩm tốt hơn, ít bệnh tật hơn, khối lượng công việc nhẹ hơn và chăm sóc y tế tốt hơn, vì vậy dân số tăng nhanh, đạt 4 triệu vào Tổng điều tra dân số năm 1860. Từ năm 1770 đến năm 1860, tỷ lệ sinh của nô lệ Mỹ lớn hơn nhiều so với dân số của bất kỳ quốc gia nào ở châu Âu, và nhanh gấp gần hai lần so với Anh.

### Tân Anh
Ở Tân Anh, những người Thanh giáo đã tạo ra các cộng đồng tự trị của các hội đoàn tôn giáo của nông dân (hoặc tiểu điền chủ) và gia đình của họ. Các chính trị gia cấp cao đã đưa ra những mảnh đất cho những người định cư (hoặc chủ sở hữu), những người sau đó chia đất cho họ. Phần lớn thường được trao cho những người đàn ông có địa vị xã hội cao hơn, nhưng mọi người đàn ông không bị ràng buộc hoặc bị ràng buộc hình sự đều có đủ đất để nuôi sống gia đình. Mọi công dân nam đều có tiếng nói trong cuộc họp thị trấn. Cuộc họp của thị trấn đánh thuế, xây dựng đường sá, và bầu các quan chức quản lý các vấn đề thị trấn. Các thị trấn không có tòa án; đó là một chức năng của quận, nơi các quan chức được chính phủ tiểu bang bổ nhiệm.
Giáo hội Giáo đoàn mà những người Thanh giáo thành lập không được tự động tham gia bởi tất cả cư dân Tân Anh vì niềm tin của người Thanh giáo rằng Thiên Chúa đã chỉ ra những người cụ thể để được cứu. Thay vào đó, tư cách thành viên chỉ giới hạn ở những người có thể "kiểm tra" một cách thuyết phục trước các thành viên của nhà thờ rằng họ đã được cứu. Họ được gọi là "người bầu" hoặc "Thánh."

#### Nông trại và cuộc sống gia đình
Phần lớn cư dân Tân Anh là nông dân nhỏ. Người đàn ông có toàn quyền đối với tài sản trong các gia đình trang trại nhỏ này.
Khi kết hôn, một phụ nữ người Anh sẽ từ bỏ tên thời con gái của mình. Vai trò của người vợ là nuôi dạy và nuôi dưỡng những đứa con khỏe mạnh và hỗ trợ chồng. Hầu hết phụ nữ thực hiện các nhiệm vụ này. Trong thế kỷ 18, các cặp vợ chồng thường kết hôn trong độ tuổi từ 20-24 và có 6-8 đứa con là điển hình của một gia đình, với ba người trung bình sống sót đến tuổi trưởng thành. Phụ nữ nông trại đã cung cấp hầu hết các nguyên liệu cần thiết cho phần còn lại của gia đình bằng cách kéo sợi từ len và đan áo len và vớ, làm nến và xà phòng từ tro tàn, và biến sữa thành bơ.

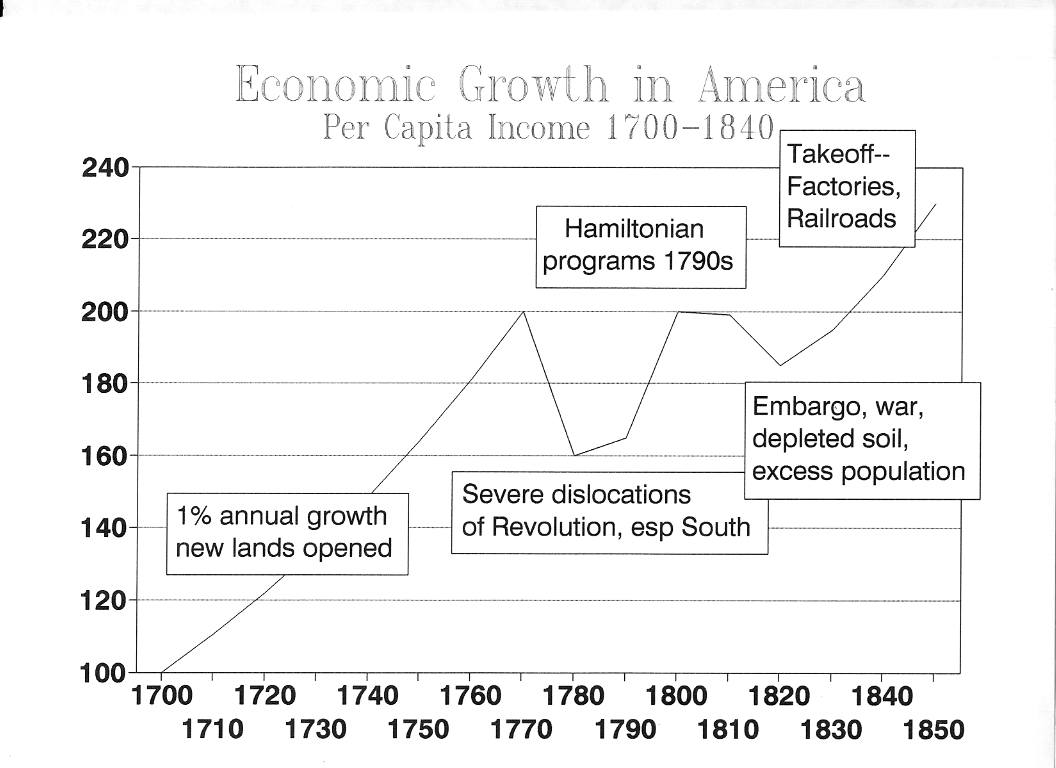
tăng trưởng kinh tế dài hạn

Hầu hết các bậc cha mẹ ở Tân Anh đã cố gắng giúp con trai của họ thành lập trang trại của riêng họ. Khi con trai kết hôn, người cha cho họ những món quà cưới như đất đai, gia súc hoặc thiết bị canh tác; con gái nhận hàng gia dụng, vật nuôi, hoặc tiền mặt. Hôn nhân sắp đặt rất bất thường; thông thường, con cái chọn vợ hoặc chồng của mình trong những người quen biết phù hợp, những người có chung chủng tộc, tôn giáo và vị thế xã hội. Cha mẹ giữ quyền phủ quyết đối với hôn nhân của con cái họ.
Các gia đình nông dân ở Tân Anh thường sống trong những ngôi nhà gỗ vì sự phong phú của cây cối. Một trang trại điển hình ở Tân Anh cao một tầng rưỡi và có khung chắc chắn (thường được làm bằng gỗ vuông lớn) được che bởi vách gỗ. Một ống khói lớn đứng ở giữa nhà cung cấp các thiết bị nấu ăn và sưởi ấm trong mùa đông. Một bên của tầng trệt có một sảnh, một phòng sinh hoạt chung nơi gia đình làm việc và ăn các bữa ăn. Liền kề với sảnh là phòng khách, một căn phòng dùng để chiêu đãi khách có đồ đạc tốt nhất của gia đình và giường của bố mẹ. Trẻ em ngủ trên một gác xép phía trên, trong khi nhà bếp là một phần của sảnh hoặc được đặt trong một nhà kho dọc theo phía sau của ngôi nhà. Các gia đình thuộc địa rất lớn, và những ngôi nhà nhỏ này có nhiều hoạt động và có rất ít sự riêng tư.
Vào giữa thế kỷ 18, dân số Tân Anh đã tăng mạnh, từ khoảng 100.000 người vào năm 1700 lên 250.000 vào năm 1725 và 375.000 vào năm 1750 nhờ tỷ lệ sinh cao và tuổi thọ tổng thể tương đối cao. (Một cậu bé 15 tuổi vào năm 1700 có thể hy vọng sống đến khoảng 63.) Những người thuộc địa ở Massachusetts, Connecticut và Rhode Island tiếp tục chia nhỏ đất của họ giữa những người nông dân; các trang trại trở nên quá nhỏ để hỗ trợ các gia đình độc thân, và điều này đe dọa đến lý tưởng Tân Anh của một xã hội gồm những người nông dân độc lập.
Một số nông dân đã nhận được các khoản trợ cấp đất để tạo ra các trang trại ở vùng đất chưa phát triển ở Massachusetts và Connecticut hoặc mua các mảnh đất từ các nhà đầu cơ ở New Hampshire mà sau này trở thành Vermont. Nhiều nông đã trở thành nhà đổi mới nông nghiệp. Họ trồng các loại cỏ Anh bổ dưỡng như cỏ ba lá đỏ và cỏ timothy, cung cấp thêm thức ăn cho gia súc và khoai tây, mang lại tỷ lệ sản xuất cao, là một lợi thế cho các trang trại nhỏ. Các gia đình tăng năng suất bằng cách trao đổi hàng hóa và lao động với nhau. Họ cho mượn gia súc và chăn thả trên đất với nhau và cùng nhau để kéo sợi, khâu mền và cắt ngô. Di cư, đổi mới nông nghiệp và hợp tác kinh tế là những biện pháp sáng tạo bảo tồn xã hội tiểu điền chủ ở Tân Anh cho đến thế kỷ 19.

#### Cuộc sống thị trấn

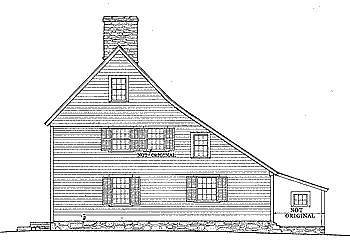
Những ngôi nhà theo phong cách hộp đựng muối bắt nguồn từ New England sau năm 1650

Vào giữa thế kỷ 18 ở Tân Anh, đóng tàu là một mặt hàng chủ lực, đặc biệt là vùng hoang dã Bắc Mỹ cung cấp nguồn gỗ dường như vô tận. (Để so sánh, các khu rừng của châu Âu đã bị cạn kiệt và hầu hết gỗ phải được mua từ Scandinavia.) Hoàng gia Anh thường chuyển sang các tàu Mỹ rẻ tiền nhưng được chế tạo chắc chắn. Gần như mọi con sông ở Tân Anh đều có một xưởng đóng tàu ở cửa sông.
Đến năm 1750, một loạt các nghệ nhân, chủ cửa hàng và thương nhân đã cung cấp dịch vụ số người làm nông ngày càng tăng. Thợ rèn, thợ đóng xe, và các nhà sản xuất đồ nội thất thiết lập các cửa hàng ở các làng nông thôn. Ở đó, họ xây dựng và sửa chữa hàng hóa cần thiết cho các gia đình nông trại. Các cửa hàng được thành lập bởi các thương nhân bán các nhà sản xuất người Anh như vải, đồ sắt và kính cửa sổ, cũng như các sản phẩm của Tây Ấn như đường và mật rỉ. Các thủ kho của các cửa hàng này đã bán hàng hóa nhập khẩu của họ để đổi lấy cây trồng và các sản phẩm địa phương khác, bao gồm ván lợp mái, bồ tạt, và các thùng gỗ. Những hàng hóa địa phương này đã được chuyển đến các thị trấn và thành phố dọc theo Bờ biển Đại Tây Dương. Những người táo bạo đã thiết lập chuồng ngựa và quán rượu dọc theo các tuyến đường xe ngựa để phục vụ hệ thống giao thông này.
Những sản phẩm này đã được chuyển đến các thị trấn cảng như Boston và Salem ở Massachusetts, New Haven ở Connecticut và Newport và Providence ở Rhode Island. Các thương nhân sau đó xuất khẩu chúng sang Tây Ấn, nơi chúng được trao đổi để lấy mật, đường, tiền vàng và hóa đơn hối đoái (phiếu tín dụng). Họ mang các sản phẩm của Tây Ấn đến các nhà máy ở Tân Anh, nơi đường thô được biến thành đường hạt và mật rỉ được chưng cất thành rượu rum. Các phiếu vàng và tín dụng đã được gửi đến Anh, nơi chúng được trao đổi cho các nhà sản xuất, được chuyển trở lại các thuộc địa và được bán cùng với đường và rượu rum cho nông dân.
Các thương nhân Tân Anh khác đã tận dụng các khu vực đánh cá phong phú dọc theo Bờ biển Đại Tây Dương và tài trợ cho một đội tàu đánh cá lớn, vận chuyển cá thu và cá tuyết đánh bắt được đến Tây Ấn và Châu Âu. Một số thương nhân khai thác số lượng gỗ lớn dọc theo bờ biển và sông ngòi phía bắc Tân Anh. Họ tài trợ cho các xưởng cưa cung cấp gỗ giá rẻ cho nhà ở và đóng tàu. Hàng trăm tàu đắm ở Tân Anh đã đóng những con tàu đang hoạt động, chúng được bán cho các thương nhân người Anh và người Mỹ.
Nhiều thương nhân trở nên rất giàu có bằng cách cung cấp hàng hóa của họ cho dân cư nông nghiệp, và cuối cùng thống trị xã hội của các thành phố cảng biển. Không giống như các trang trại tiểu điền chủ, những thương nhân này sống trong những ngôi nhà 2 tầng thanh lịch được thiết kế theo phong cách Georgia mới, bắt chước lối sống của giới thượng lưu Anh. Những ngôi nhà Georgia này có mặt tiền đối xứng với số lượng cửa sổ bằng nhau ở hai bên cửa trung tâm. Nội thất bao gồm một lối đi xuống giữa nhà với các phòng chuyên biệt ở hai bên, như thư viện, phòng ăn, phòng khách trang trọng và phòng ngủ chính. Không giống như không gian đa mục đích của các ngôi nhà của tiểu điền chủ, mỗi phòng đều phục vụ một mục đích riêng. Những ngôi nhà này chứa các phòng ngủ trên tầng hai cung cấp sự riêng tư cho cha mẹ và trẻ em.

#### Văn hóa giáo dục
Giáo dục chủ yếu là trách nhiệm của các gia đình, nhưng nhiều nhóm tôn giáo đã thành lập các trường tiểu học được hỗ trợ về thuế, đặc biệt là người Thanh giáo ở Tân Anh, để con cái họ có thể đọc Kinh thánh. Gần như tất cả các giáo phái tôn giáo đều thành lập trường học và cao đẳng của riêng mình để đào tạo các bộ trưởng. Mỗi thành phố và hầu hết các thị trấn đều có học viện tư nhân dành cho con cái của các gia đình giàu có.

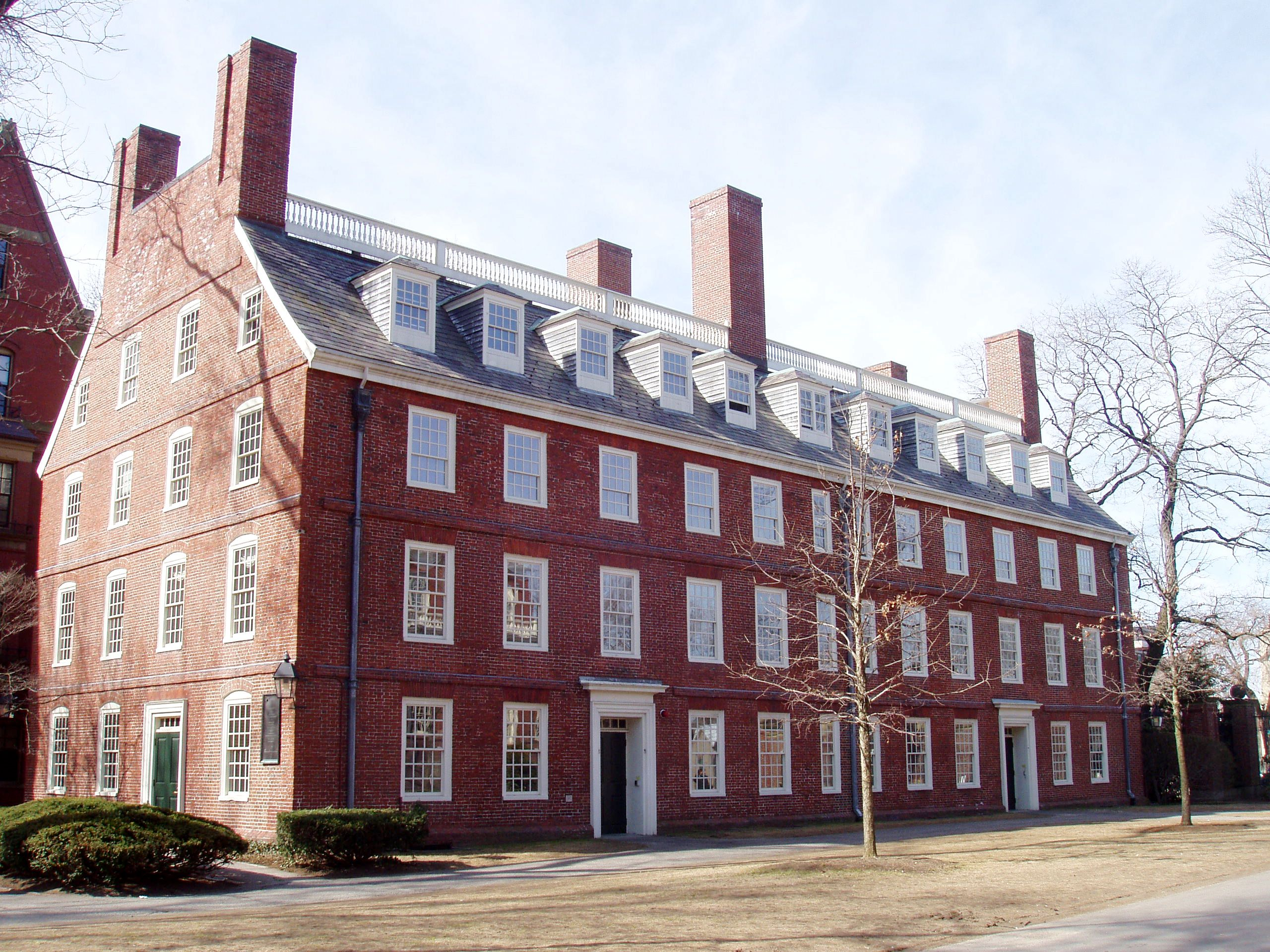
Hội trường Massachusetts, tòa nhà cổ nhất tại Đại học Harvard, đã xây dựng trong những năm 1718-1720 để làm ký túc xá

Các ngành khoa học ứng dụng rất đáng quan tâm đối với người Mỹ thuộc địa, những người đang tham gia vào quá trình làm quen và định cư một đất nước biên cương hoang dã. Xu hướng chủ đạo của hoạt động trí tuệ ở các thuộc địa là về sự phát triển công nghệ và kỹ thuật hơn là các chủ đề trừu tượng hơn như chính trị hay siêu hình học. Hoạt động khoa học của Mỹ được những người theo đuổi như:
- David Rittenhouse, người đã xây dựng cung thiên văn đầu tiên ở Tây bán cầu
- Thống đốc New York Cadwallader Colden, nhà thực vật học và nhà nhân chủng học
- Tiến sĩ Benjamin Rush, bác sĩ, nhà cải cách xã hội, và là thành viên của Hiệp hội triết học Hoa Kỳ
- Benjamin Franklin, người sáng lập Hiệp hội triết học Hoa Kỳ nói trên, người đã đóng góp những khám phá quan trọng cho vật lý như điện, nhưng đã thành công hơn trong các phát minh thực tế của mình, như bếp lò và cột thu lôi

Nghệ thuật ở Mỹ thời thuộc địa không thành công như khoa học. Văn học theo nghĩa châu Âu gần như không có, lịch sử đáng chú ý hơn nhiều. Một số tác phẩm nổi bật là Bang Virginia trong lịch sử và hiện tại (1705) của Robert Beverly và Lịch sử Đường phân chia (1728-29) của William Byrd, không được xuất bản cho đến một thế kỷ sau. Thay vào đó, báo là hình thức đọc tài liệu chính ở các thuộc địa. In ấn khá tốn kém, và hầu hết các ấn phẩm tập trung vào các vấn đề hoàn toàn thực tế, chẳng hạn như tin tức lớn, quảng cáo và báo cáo kinh doanh. Almanacs rất nổi tiếng, Almanac của Richard nghèo khó của Bẹnamin Franklin là nổi tiếng nhất. Tạp chí văn học xuất hiện vào giữa thế kỷ, nhưng một số ít có lãi và hầu hết đã phá sản chỉ sau vài năm. Các ấn phẩm của Mỹ không bao giờ tiếp cận với chất lượng trí tuệ của các nhà văn châu Âu, nhưng chúng phổ biến rộng rãi hơn và đạt được lượng độc giả lớn hơn bất cứ tác phẩm nào của Voltaire, Locke hoặc Rousseau.
Người Tân Anh viết các tạp chí, sách nhỏ, sách và đặc biệt là các bài giảng nhiều hơn tất cả các thuộc địa khác cộng lại. Bộ trưởng Boston Cotton Mather đã xuất bản Magnalia Christi Americana (Công trình vĩ đại của Chúa Kitô ở Mỹ, 1702), trong khi người điều hành các cuộc họp tôn giáo thức tỉnh lại đức tin Jonathan Edwards đã viết tác phẩm triết học của mình Một cuộc điều tra cẩn thận và nghiêm túc về... Ý niệm về... Tự do ý chí... (1754). Hầu hết âm nhạc cũng có chủ đề tôn giáo, và chủ yếu là hát Thánh vịnh. Vì niềm tin tôn giáo sâu sắc của Tân Anh, các tác phẩm nghệ thuật không đủ tôn giáo hoặc quá "trần tục" đã bị cấm, đặc biệt là nhà hát. Nhà thần học và triết gia hàng đầu của thời kỳ thuộc địa là Jonathan Edwards của Massachusetts, một thông dịch viên của Calvin và là người lãnh đạo của Đại Thức tỉnh lần thứ nhất.
Nghệ thuật và kịch có phần thành công hơn văn học. Benjamin West là một họa sĩ đáng chú ý của các chủ đề lịch sử, và hai họa sĩ vẽ chân dung hạng nhất mới nổi lên là John Copley và Gilbert Stuart, nhưng cả ba người đã dành phần lớn cuộc sống của họ ở London. Nhà hát được phát triển hơn ở các thuộc địa miền Nam, đặc biệt là Nam Carolina, nhưng không nơi nào các tác phẩm sân khấu đạt được đẳng cấp của châu Âu. Những người theo đạo Thanh giáo ở Tân Anh và giáo phái Quaker ở Pennsylvania phản đối các buổi biểu diễn sân khấu là trái luân lý và không có đức tin.
Giáo dục tiểu học đã phổ biến ở Tân Anh. Những người định cư Thanh giáo thời kỳ đầu tin rằng cần phải học Kinh Thánh, vì vậy trẻ em được dạy đọc từ khi còn nhỏ. Mỗi thị trấn cũng phải trả tiền cho một trường tiểu học. Khoảng 10 phần trăm thích học trung học và các trường dạy tiếng La-tinh được tài trợ ở các thị trấn lớn hơn. Hầu hết các cậu bé học các kỹ năng từ cha của họ trong trang trại hoặc là người học việc cho các nghệ nhân. Rất ít cô gái theo học các trường chính quy, nhưng hầu hết đều có thể được học tại nhà hoặc tại cái gọi là "trường học", nơi phụ nữ dạy các kỹ năng đọc và viết cơ bản tại nhà riêng của họ. Đến năm 1750, gần 90% phụ nữ của Tân Anh và gần như tất cả đàn ông ở đó có thể đọc và viết.
Những tín đồ Thanh giáo thành lập Đại học Harvard vào năm 1636 và Đại học Yale vào năm 1701. Sau đó, các tín đồ Baptist thành lập Đại học Rhode Island (nay là Đại học Brown) vào năm 1764 và các tín đồ Giáo đoàn thành lập Đại học Dartmouth năm 1769. Virginia thành lập Đại học William và Mary vào năm 1693; chủ yếu là của người Anh giáo. Các trường đại học được thiết kế cho các mục sư, luật sư hoặc bác sĩ đầy tham vọng. Không có khoa hoặc chuyên ngành, vì mọi sinh viên đều có chung một chương trình giảng dạy, tập trung vào tiếng Latin và tiếng Hy Lạp, toán học, và lịch sử, triết học, logic, đạo đức, hùng biện, diễn thuyết, và một ít khoa học cơ bản. Không có môn thể thao hay hội nhóm và một vài hoạt động ngoại khóa ngoài hội văn học. Không có hội thảo, trường luật hoặc trường thần học riêng biệt. Các trường y khoa đầu tiên được thành lập muộn trong thời kỳ thuộc địa ở Philadelphia và New York.

#### Tôn giáo
Một số người di cư đến Mỹ thuộc địa để tìm kiếm tự do tôn giáo. Luân Đôn không lập cho Giáo hội Anh chính thức ở các thuộc địa và cũng không bao giờ gửi một giám mục đến nên việc thực hành tôn giáo trở nên đa dạng.
Đại Tỉnh thức là một phong trào phục hưng tôn giáo lớn diễn ra ở hầu hết các thuộc địa trong những năm 1730 và 1740. Phong trào bắt đầu bởi Jonathan Edwards, một nhà truyền giáo ở Massachusetts, người đã tìm cách trở về cội nguồn Thần học Calvin của tín đồ Pilgrim và để đánh thức lại "Nỗi sợ Chúa". Nhà truyền giáo người Anh George Whitefield và các nhà truyền giáo lưu hành khác tiếp tục phong trào, đi khắp các thuộc địa và thuyết giảng theo phong cách kịch tính và tình cảm. Những người theo Edwards và những nhà thuyết giáo khác tự gọi mình là "Ánh sáng mới", trái ngược với "Ánh sáng cũ" không tán thành phong trào của họ. Để thúc đẩy quan điểm của họ, hai bên đã thành lập các học viện và cao đẳng, bao gồm Đại học Princeton và Williams. Đại Tỉnh thức đã được xem là sự kiện thực sự đầu tiên của nước Mỹ.
Một phong trào phục hưng tương tự đã diễn ra giữa một số người định cư Đức và Hà Lan, dẫn đến nhiều sự chia rẽ. Đến thập niên 1770, phái Báp-tít đã phát triển nhanh chóng cả ở phía bắc (nơi họ thành lập Đại học Brown) và ở miền Nam (nơi họ thách thức sức mạnh luân lý không nghi ngờ trước đây của cơ sở Anh giáo).

### Thung lũng Delaware và khu vực Trung Đại Tây Dương
Không giống như Tân Anh, khu vực Trung Đại Tây Dương đã có được phần lớn dân số từ nhập cư mới và đến năm 1750, dân số kết hợp của New York, New Jersey và Pennsylvania đã đạt gần 300.000 người. Đến năm 1750, khoảng 60.000 người Ailen và 50.000 người Đức đã đến sống ở Bắc Mỹ thuộc Anh, nhiều người trong số họ định cư ở khu vực giữa Đại Tây Dương. William Penn thành lập thuộc địa Pennsylvania năm 1682 và thu hút được một dòng người Quaker Anh với chính sách tự do tôn giáo và quyền sở hữu tự do tôn giáo. ("Freehold" có nghĩa là sở hữu đất đai miễn phí và rõ ràng, có quyền bán lại cho bất kỳ ai.) Dòng người định cư lớn đầu tiên là người Scotch-Ailen đi đến biên giới. Nhiều người Đức đã đến để thoát khỏi các cuộc xung đột tôn giáo và suy giảm các cơ hội kinh tế ở Đức và Thụy Sĩ.
Hàng ngàn nông dân Đức nghèo, chủ yếu đến từ vùng Palatine của Đức, đã di cư đến các quận ngoại ô sau năm 1700. Họ giữ mình, kết hôn, nói tiếng Đức, tham gia các giáo hội Luther, và giữ lại các phong tục và thực phẩm của riêng họ. Họ nhấn mạnh quyền sở hữu trang trại. Một số thành thạo tiếng Anh để trở nên giao tiếp với các cơ hội kinh doanh và pháp lý địa phương. Họ phớt lờ người do đỏ và dung túng chế độ nô lệ (mặc dù ít người đủ giàu để sở hữu nô lệ).

#### Lối sống

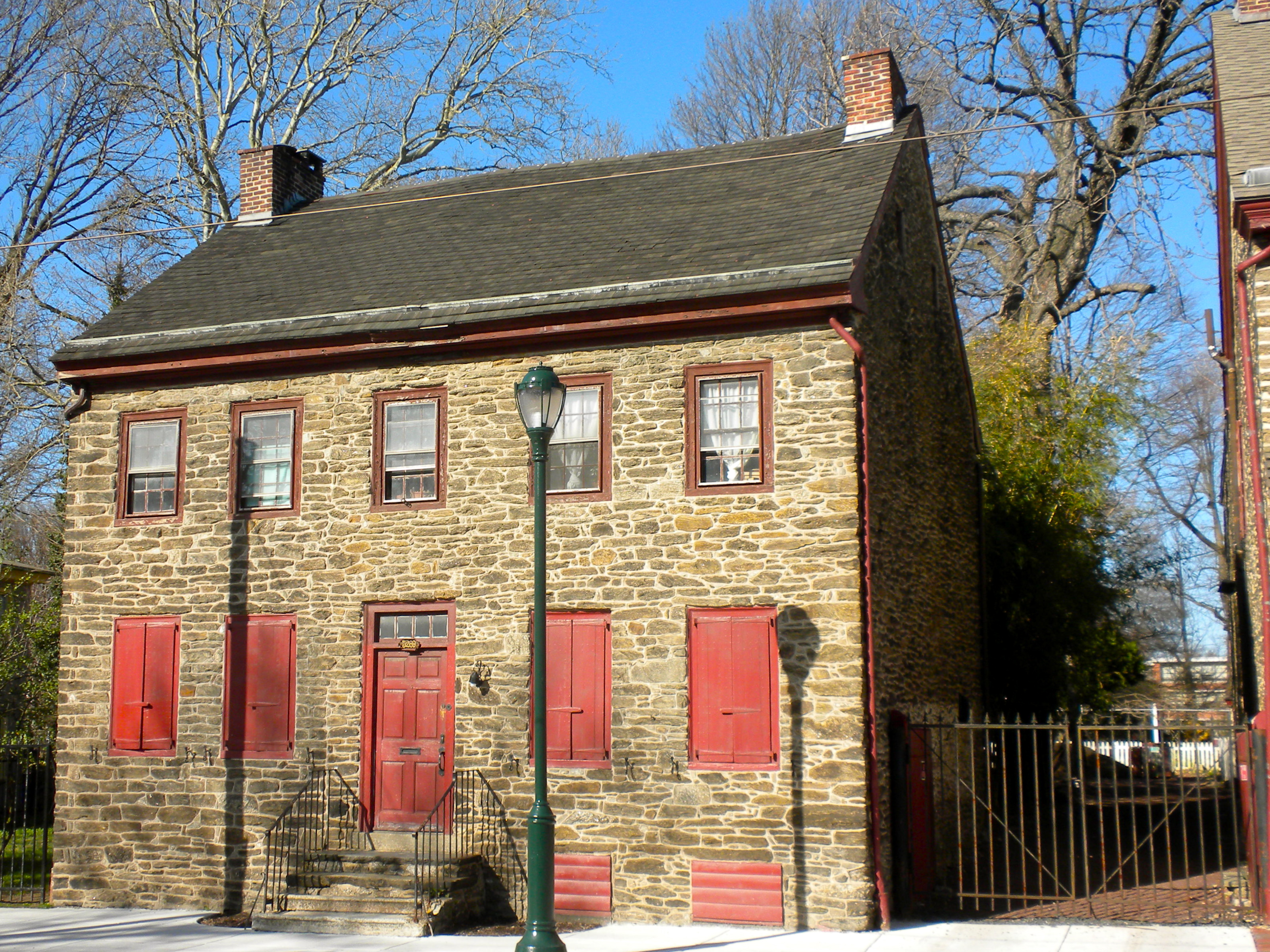
Nhà thuê Grumblethorpe, Germantown, Philadelphia, Pennsylvania, nơi 80 phần trăm các tòa nhà được làm hoàn toàn bằng đá.

Phần lớn kiến trúc của các thuộc địa trung đại phản ánh sự đa dạng của người dân. Ở Albany và thành phố New York, phần lớn các tòa nhà theo phong cách Hà Lan với bề ngoài bằng gạch và đầu hồi cao ở mỗi đầu, trong khi nhiều nhà thờ Hà Lan có hình bát giác. Những người định cư Đức và xứ Wales ở Pennsylvania đã sử dụng đá cắt để xây dựng nhà của họ, theo con đường của quê hương và hoàn toàn không để tâm là có rất nhiều gỗ trong khu vực. Một ví dụ về điều này sẽ là Germantown, Pennsylvania, nơi 80% các tòa nhà trong thị trấn được làm hoàn toàn bằng đá. Mặt khác, những người định cư từ Ireland đã tận dụng nguồn cung gỗ dồi dào của Mỹ và xây dựng những căn nhà gỗ cứng cáp.
Văn hóa dân tộc cũng ảnh hưởng đến phong cách của đồ nội thất. Tín đồ Quaker ở nông thôn ưa thích các thiết kế đơn giản trong đồ nội thất như bàn, ghế và rương, và tránh xa các đồ trang trí phức tạp. Tuy nhiên, một số tín đồ Quaker đô thị có đồ nội thất phức tạp hơn nhiều. Thành phố Philadelphia trở thành một trung tâm sản xuất đồ nội thất lớn vì khối tài sản khổng lồ từ thương nhân tín đồ Quaker và người Anh. Các nhà sản xuất tủ ở Philadelphia đã xây dựng các bàn và tủ ngăn kéo cao trang nhã. Các nghệ nhân người Đức đã tạo ra các thiết kế chạm khắc phức tạp trên rương và các đồ nội thất khác, với những cảnh vẽ hoa và chim. Thợ gốm Đức cũng chế tạo một loạt lớn bình, nồi và đĩa có thiết kế trang nhã và truyền thống.
Vào thời Chiến tranh Cách mạng, khoảng 85 phần trăm người Mỹ da trắng là người gốc Anh, Ailen, xứ Wales hoặc người Scotland. Khoảng 8,8% người da trắng là người gốc Đức và 3,5% là người gốc Hà Lan.

#### Nông nghiệp
Sắc tộc đã tạo ra một sự khác biệt trong cách canh tác nông nghiệp. Ví dụ, nông dân Đức thường thích bò hơn là ngựa để cày và người Scotland-Ailen đã tạo ra một nền kinh tế nông nghiệp dựa trên lợn và ngô. Cuối cùng, những con bò được mang theo những con ngựa. Chúng hữu ích hơn ngựa vì nhiều lý do. Hầu như tất cả các trang trại đều có bò trên đất của họ. Ở Ireland, người dân đã canh tác mạnh mẽ, làm những mảnh đất nhỏ cố gắng đạt được tỷ lệ sản xuất lớn nhất có thể từ cây trồng của họ. Ở các thuộc địa của Mỹ, những người định cư từ Bắc Ireland tập trung vào canh tác hỗn hợp. Sử dụng kỹ thuật này, họ đã trồng ngô để tiêu thụ cho con người và làm thức ăn cho lợn và các vật nuôi khác. Nhiều nông dân có đầu óc cải tiến thuộc mọi nền tảng khác nhau bắt đầu sử dụng các biện pháp nông nghiệp mới để nâng cao sản lượng của họ. Trong những năm 1750, những nhà cải tiến nông nghiệp này đã thay thế lưỡi liềm và lưỡi hái dùng để thu hoạch cỏ khô, lúa mì và lúa mạch bằng lưỡi hái cánh gạt, một công cụ với những que gỗ gắn trên cán để thu hoạch dễ dàng. Công cụ này đã có thể tăng gấp ba năng suất được thực hiện bởi nông dân trong một ngày. Nông dân cũng bắt đầu bón phân cho ruộng của họ bằng phân và vôi và luân canh cây trồng để giữ cho đất màu mỡ. Đến năm 1700, Philadelphia đã xuất khẩu 350.000 giạ lúa mì và 18.000 tấn bột mỗi năm. Các thuộc địa miền Nam đặc biệt dựa vào cây trồng như thuốc lá và bông. Nam Carolina sản xuất gạo và chàm. Bắc Carolina có phần ít tham gia vào nền kinh tế đồn điền, nhưng vì một nhà sản xuất lớn của các cửa hàng hải quân. Virginia và Maryland gần như hoàn toàn phụ thuộc vào thuốc lá, điều cuối cùng sẽ gây tại hại vào cuối thế kỷ 18 do đất cạn kiệt và giá cả sụp đổ, nhưng trong phần lớn thế kỷ, đất vẫn tốt và nền kinh tế một vụ vẫn có lãi.
Trước năm 1720, hầu hết những người dân thuộc địa ở khu vực Trung Đại Tây Dương đã làm việc với quy mô nhỏ và trả tiền cho các nhà sản xuất nhập khẩu bằng cách cung cấp ngô và bột mì Tây Ấn. Ở New York, một giao dịch xuất khẩu lông thú sang châu Âu phát triển mạnh mẽ làm tăng thêm sự giàu có cho khu vực. Sau năm 1720, nông nghiệp Trung Đại Tây Dương kích thích với nhu cầu lúa mì quốc tế. Một vụ bùng nổ dân số lớn ở châu Âu đã đưa giá lúa mì tăng lên. Đến năm 1770, một giạ lúa mì có giá gấp đôi so với năm 1720. Nông dân cũng mở rộng sản xuất hạt lanh và ngô vì hạt lanh có nhu cầu cao trong ngành công nghiệp lanh Ailen và nhu cầu ngô tồn tại ở Tây Ấn. Do đó, vào giữa thế kỷ, hầu hết nông nghiệp thuộc địa là một liên doanh thương mại, mặc dù nông nghiệp tự cung tự cấp vẫn tiếp tục tồn tại ở New England và các thuộc địa miền Trung.
Một số người nhập cư vừa đến mua trang trại và chia sẻ sự giàu có xuất khẩu này, nhưng nhiều người nhập cư nghèo ở Đức và Ailen đã bị buộc phải làm công nhân làm công ăn lương. Thương nhân và nghệ nhân cũng đã thuê những công nhân vô gia cư này cho một hệ thống trong nước để sản xuất vải và các hàng hóa khác. Các thương nhân thường mua len và lanh từ nông dân và những người nhập cư mới đến, những người từng là công nhân dệt may ở Ireland và Đức, để làm việc trong nhà của họ kéo sợi vật liệu thành sợi và vải. Đại điền chủ và thương nhân trở nên giàu có, trong khi nông dân với các trang trại và nghệ nhân nhỏ hơn chỉ kiếm đủ để sinh hoạt. Khu vực giữa Đại Tây Dương, vào năm 1750, được phân chia bởi cả nền tảng dân tộc và sự giàu có.

#### Cảng biển
Các cảng biển mở rộng từ buôn bán lúa mì có nhiều tầng lớp xã hội hơn bất kỳ nơi nào khác ở thuộc địa miền Trung. Đến năm 1773, dân số Philadelphia đã lên tới 40.000, New York 25.000 và Baltimore 6.000. Thương nhân thống trị xã hội cảng biển, và khoảng 40 thương nhân kiểm soát một nửa thương mại của Philadelphia. Những thương nhân giàu có ở Philadelphia và New York, giống như các đối tác của họ ở Tân Anh, đã xây dựng những lâu đài theo phong cách Georgia trang nhã như những người ở Fairmount Park.
Chủ cửa hàng, nghệ nhân, đóng tàu, đồ tể, thợ đóng thùng, thợ may, thợ đóng giày, thợ làm bánh, thợ mộc, thợ xây và nhiều ngành nghề khác tạo nên tầng lớp trung lưu của xã hội cảng biển. Những người vợ và người chồng thường làm việc theo nhóm và dạy con cái họ làm thủ công để truyền lại cho gia đình. Nhiều nghệ nhân và thương nhân này đã kiếm đủ tiền để tạo ra một cuộc sống khiêm tốn.
Công nhân đứng dưới đáy của xã hội cảng biển. Những người nghèo này làm việc trên các bến cảng dỡ hàng các tàu trong nước và khuân hàng như lúa mì, ngô và hạt lanh lên các tàu ra nước ngoài. Nhiều người trong số này là người Mỹ gốc Phi; một số là tự do, trong khi những người khác bị bắt làm nô lệ. Năm 1750, người da đen chiếm khoảng 10% dân số New York và Philadelphia. Hàng trăm thủy thủ làm thủy thủ trên các tàu buôn, một số người là người Mỹ gốc Phi.

### Thuộc địa miền nam
Các thuộc địa miền Nam chủ yếu được thống trị bởi các chủ đồn điền giàu có ở Maryland, Virginia và Nam Carolina. Họ sở hữu những đồn điền ngày càng lớn được làm việc bởi những người nô lệ châu Phi. Trong số 650.000 cư dân miền Nam năm 1750, khoảng 250.000 hoặc 40%, là nô lệ. Các đồn điền trồng thuốc lá, chàm và gạo để xuất khẩu, và tăng hầu hết các nguồn cung cấp thực phẩm của họ. [140] Ngoài ra, nhiều trang trại sinh hoạt nhỏ được gia đình sở hữu và điều hành bởi tiểu điền chủ. Hầu hết đàn ông da trắng sở hữu một số đất, và do đó có thể bỏ phiếu. [141]

#### Phụ nữ miền Nam
Các nhà sử học đã đặc biệt chú ý đến vai trò của phụ nữ, gia đình và giới tính ở miền Nam thuộc địa kể từ cuộc cách mạng lịch sử xã hội vào những năm 1970.
Rất ít phụ nữ có mặt ở các thuộc địa Chesapeake ban đầu. Năm 1650, các ước tính đưa tổng dân số của Maryland lên gần sáu trăm, với ít hơn hai trăm phụ nữ có mặt. Phần lớn dân số bao gồm những người hầu trẻ tuổi, độc thân, da trắng và do đó, các thuộc địa thiếu sự gắn kết xã hội ở một mức độ lớn. Phụ nữ châu Phi vào thuộc địa sớm nhất là vào năm 1619, mặc dù địa vị của họ vẫn là một cuộc tranh luận lịch sử, người hầu tự do, nô lệ hoặc người được bảo lãnh.
Vào thế kỷ 17, tỷ lệ tử vong cao đối với người mới đến và tỷ lệ nam giới so với phụ nữ rất cao khiến cuộc sống gia đình trở nên bất khả thi hoặc không ổn định đối với hầu hết các thuộc địa. Những yếu tố này làm cho các gia đình và cộng đồng về cơ bản khác với các đối tác của họ ở Châu Âu và New England ở vùng Virginia-Maryland trước năm 1700, cùng với các khu định cư phân tán và miễn cưỡng sống trong các ngôi làng, cùng với sự di cư ngày càng tăng của những người hầu trắng và nô lệ da đen. Những điều kiện khắc nghiệt vừa hạ thấp và trao quyền cho phụ nữ.
Phụ nữ thường dễ bị lợi dụng và lạm dụng, đặc biệt là những cô gái tuổi teen là những người hầu theo giao kèo và thiếu những người bảo vệ nam. Mặt khác, phụ nữ trẻ có nhiều tự do hơn trong việc lựa chọn vợ hoặc chồng, không có sự giám sát của cha mẹ và việc thiếu phụ nữ đủ điều kiện cho phép họ sử dụng hôn nhân như một con đường để tiến thân. Tỷ lệ tử vong cao có nghĩa là những người vợ ở Chesapeake thường trở thành góa phụ thừa kế tài sản; nhiều góa phụ tăng tài sản của họ bằng cách tái hôn càng sớm càng tốt. Dân số bắt đầu ổn định vào khoảng năm 1700, với tổng điều tra dân số 1704 liệt kê 30.437 người da trắng có 7.163 người là phụ nữ. Phụ nữ kết hôn trẻ hơn, vẫn sống lâu hơn, sinh nhiều con hơn và mất ảnh hưởng trong chính thể gia đình.